# Fútbol Club Barcelona
El Fútbol Club Barcelona (en catalán: Futbol Club Barcelona), conocido popularmente como Barça, es una entidad polideportiva con sede en Barcelona (Cataluña, España). Fue fundado como club de fútbol el 29 de noviembre de 1899 y registrado oficialmente el 5 de enero de 1903.
Tanto el club como sus hinchas reciben el apelativo de «culers» (pronunciado culés), y también, en referencia a sus colores, «azulgranas» o «blaugranas». En su oficina de atención al barcelonista se atiende en los tres idiomas oficiales del club, que son: el catalán, el castellano y el inglés.
A nivel institucional es uno de los cuatro clubes profesionales de fútbol del país cuya entidad jurídica no es la de sociedad anónima deportiva (S. A. D.), ya que su propiedad recae en sus más de 143 000 socios. Otra salvedad comparte con el Athletic Club y el Real Madrid al participar sin interrupción en la máxima categoría de la Liga Nacional de Fútbol Profesional, la Primera División de España, desde su establecimiento en 1929. En ella posee los honores de haber sido el primer campeón histórico de la competición, su segundo club con más títulos, y el de la máxima puntuación en una sola edición.
Sumando torneos nacionales e internacionales, es el segundo club español más laureado, a nivel nacional domina el palmarés con ochenta campeonatos, y a nivel internacional ostenta veintidós trofeos, situado en el segundo puesto europeo. Mismo puesto ocupa como club polideportivo con más copas de Europa contando todas sus secciones profesionales —por detrás del CSKA de Moscú—, con 48.
Según las estadísticas que realiza el IFFHS, el F. C. Barcelona es el mejor equipo de fútbol europeo y mundial de la primera y segunda década del siglo xxi, y lidera el ranking global del siglo con 5228 puntos con una diferencia de 365 puntos sobre el segundo clasificado (Real Madrid C. F.). Es además el equipo de fútbol que más veces ha figurado en los podios del FIFA World Player (21) y del Balón de Oro (34). Es el primer club en tener a tres jugadores del mismo equipo en el podio del Balón de Oro tanto masculino (2010) como femenino (2024).
Una de las principales características del F. C. Barcelona es su carácter polideportivo. Se distingue por ser una de las instituciones polideportivas más laureadas, entre las que destacan sus secciones de fútbol, fútbol sala, baloncesto, balonmano y hockey, todas ellas con un amplio palmarés a nivel europeo. Es el primer club europeo en ser campeón continental en la rama masculina y femenina, y el primero en lograr un triplete con ambas. Asimismo, los medallistas olímpicos que han representado a la entidad blaugrana han conquistado once oros, veintitrés platas y veintiocho bronces en las distintas disciplinas deportivas hasta el momento.
Quince exintegrantes del club fueron incluidos en el Salón de la Fama del Fútbol Internacional, un proyecto dedicado a preservar la memoria de relevantes personajes de la historia del fútbol. Entre ellos se incluyen: Johan Cruyff, Diego Maradona, Ricardo Zamora, Luís Figo, Ronaldo Nazário, Hristo Stoichkov, Romário, Pep Guardiola, Ronaldinho, Rivaldo, Carles Puyol, Samuel Eto'o y Xavi Hernández, a los que se une László Kubala como «decano», o de especial trascendencia, y Rafael Márquez como «nacional».
Otro de sus hechos distintivos es su masa social de socios y aficionados. El club ha logrado integrar de forma estratégica cuestiones políticas, religiosas, culturales y sociales, que van enmarcadas dentro del ámbito deportivo, esto permite que los socios y los aficionados respondan a todos los eventos sociales del club, también que tengan mayor participación en actividades administrativas y se fortalezcan los vínculos entre las peñas. En 2022 contaba con aproximadamente 143 083 socios. Existen, además, 1273 peñas barcelonistas repartidas por todo el mundo.
Sus dos rivales históricos son el Real Madrid Club de Fútbol, contra el que disputa «El Clásico», y el Real Club Deportivo Espanyol, con quien se enfrenta en el «derbi barcelonés», siendo el primero uno de los encuentros de mayor rivalidad e interés del fútbol mundial.
Un 22 % de los aficionados al fútbol encuestados en el año 2021 en España por el portal de estadísticas de mercado y opinión Statista lo señalan como el segundo club más popular. El número de simpatizantes favorece que posea un valor en el mercado estimado en algo más de 3500 millones de euros y obtuviera en 2020-21 una cantidad de ingresos de 631 millones sin contar traspasos de jugadores, si bien desde las últimas décadas acucia una fuerte deuda estimada en 1350 millones a fecha de 2021 según el club, sin contar el proyecto Espai Barça, bajo un préstamo de 815 millones de la banca de inversión Goldman Sachs. Un buen indicador de la crítica situación económica del club se refleja en el patrimonio neto, indicador de los recursos propios del club. Es la medida contable del valor del mismo, esto es, los fondos que junto con los recursos ajenos financian sus necesidades para el desarrollo de sus actividades. A fecha de 2021 es negativo en 451 millones, mientras que su fondo de maniobra es negativo de 553 millones, por lo que solicitó a comienzos de 2021 una dispensa a bancos y fondos financieros para evitar la quiebra.

## Historia

### Nacimiento (1899-1922)

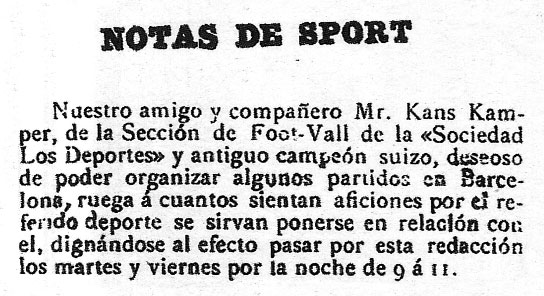
El anuncio publicado en Los Deportes.

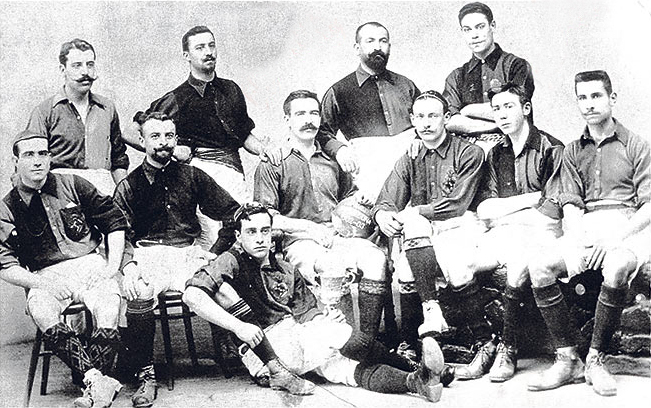
Formación azulgrana de 1903.

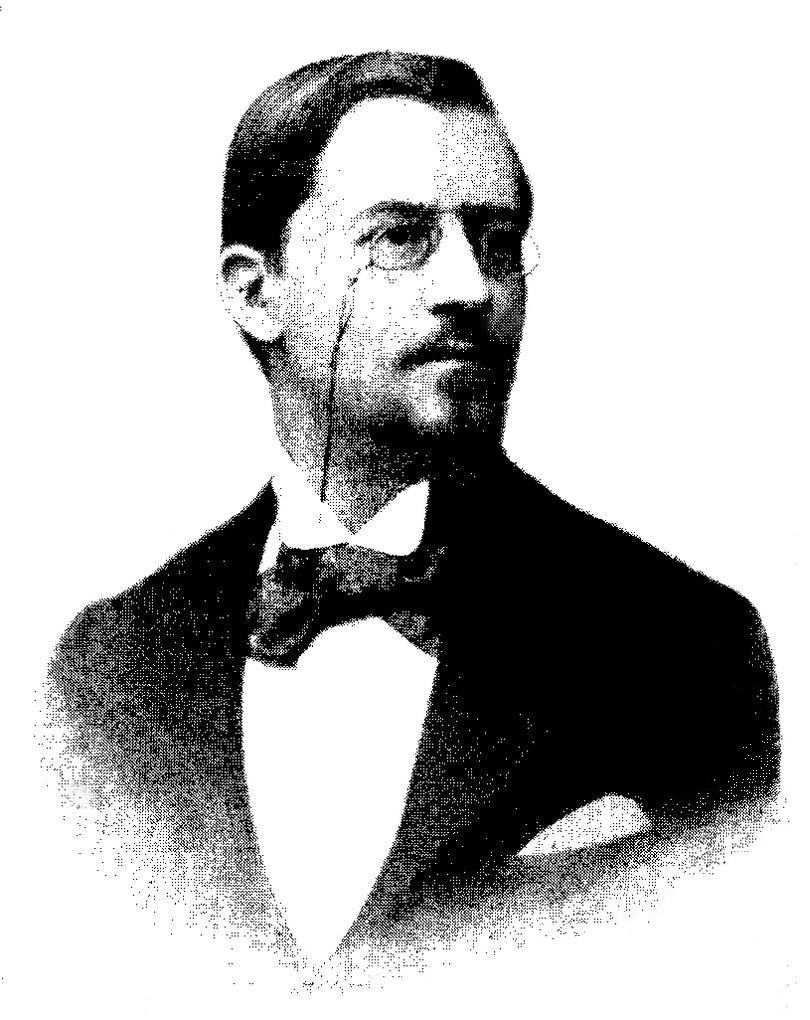
Walter Wild, primer presidente del club (1899-1901). Su principal logro fue conseguir al Barça su primera casa.

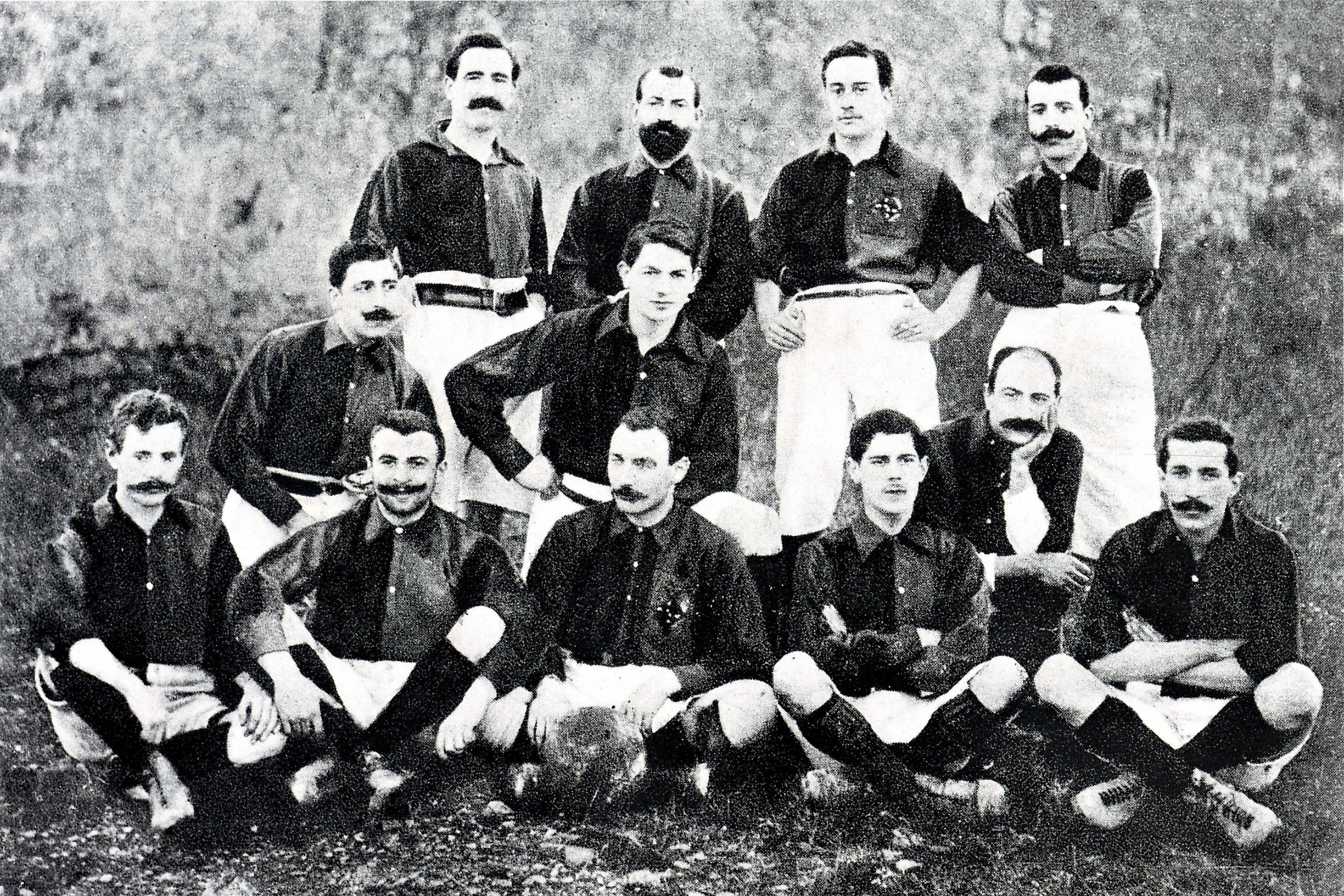
Una formación del FC Barcelona en 1903

El Fútbol Club Barcelona fue fundado el 29 de noviembre de 1899 por un grupo de doce aficionados al fútbol, convocados por el suizo Hans Gamper mediante un anuncio publicado en la revista Los Deportes el 22 de octubre del mismo año. Entre los doce fundadores del club había seis españoles, tres suizos, dos ingleses y un alemán. El nombre original escogido fue «Foot-ball Club Barcelona», en inglés, y se designó al suizo Walter Wild como primer presidente del club por ser la persona de más edad de entre las presentes.
A finales de su primera década consiguió sus primeros títulos, una Copa de España y una Copa de los Pirineos.
Durante los años 1910 el club dio un gran salto, tanto deportivo como social: ganó dos Copas de España y tres Copas de los Pirineos, y llegó a los 3000 asociados, convirtiéndose ya en una de las sociedades más populares de Cataluña. En aquellos años fue cuando se popularizó el apelativo de «culés» referente a los aficionados del club. El equipo jugaba sus partidos en un campo situado en la calle Industria de Barcelona, que se llenaba masivamente cuando jugaba el Barcelona, y desde la calle se veía cómo estaban sentados en las galerías hechas de madera, de espaldas, los aficionados situados en la parte más alta del graderío. La imagen desde la calle era la de una gran cantidad de traseros (culos), por ello, a los aficionados del Barcelona se les comenzó a llamar «culés». De esa década también cabe anotar que, en 1914, el club creó su primera sección polideportiva, la de atletismo.
El 1 de enero de 1913 el club aceptó por primera vez a una mujer como socia, Edelmira Calvetó. En 1934 la periodista y atleta Ana María Martínez Sagi se convirtió en la primera mujer que formó parte de la junta directiva.

### Primo de Rivera, República y Guerra Civil (1923-1957)

F. C. Barcelona en 1928.

Los años 1920 pasaron a la historia como la primera época dorada del club. Se pasó de 3000 a 12 000 socios y, en 1922, se estrenó el primer gran estadio del club, el Campo de Las Corts, con capacidad para 30 000 espectadores. Fueron años en los que el club ganó cuatro Copas de España y, en 1929, la primera Liga española de la historia. También cabe anotar los incidentes acaecidos en 1925 cuando el gobierno de la dictadura de Primo de Rivera cerró el estadio de Las Corts durante seis meses y obligó a dimitir al presidente Hans Gamper a causa de los silbidos con los que la afición barcelonista recibió la interpretación de la Marcha Real en los prolegómenos de un encuentro. De esa década cabe destacar que el club avanzó en la línea de ampliar su carácter polideportivo, y creó las secciones de hockey hierba, baloncesto y rugby.

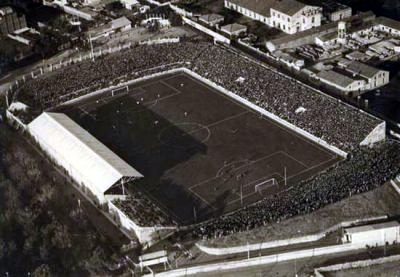
El Campo de Las Corts fue el estadio del F. C. Barcelona de 1922 hasta 1957. Imagen de 1930.

Los años 1930 fueron de gran crisis para el club. Se inició la década con el suicidio de Hans Gamper, probablemente debido a la catastrófica situación económica en la que se vio sumido tras el desplome de la bolsa de Wall Street en 1929. En la temporada 1933-34 el F. C. Barcelona terminó penúltimo, evitando la última plaza que hasta la temporada anterior suponía el descenso de categoría. Esa temporada quedaría por delante del Arenas de Guecho por seis puntos de diferencia, aunque el equipo vizcaíno evitó el descenso gracias a la ampliación de la Primera División a doce equipos planificada por la Federación Española antes del inicio de la temporada y que supuso que esa temporada no hubiera plaza de descenso.
Posteriormente, con el advenimiento de la Segunda República se produjo un descenso del número de socios que se agravó con el estallido de la guerra civil española en 1936. Ese año, además, el presidente del club Josep Suñol, que era político de Esquerra Republicana de Catalunya, fue fusilado por las tropas nacionales en la sierra de Guadarrama. El club acabó la década con tan sólo 2500 socios.[cita requerida]
Durante los años 1940 el club fue superando poco a poco su crisis social y deportiva. El club fue tomado por las autoridades del nuevo régimen franquista que, en adelante y hasta 1953, designarían directamente al presidente del club. Los nuevos rectores castellanizaron todos los estamentos del club, eliminando cualquier connotación catalanista o anglosajona. En 1940 el club pasó a denominarse «Club de Fútbol Barcelona» en lugar de «Football Club Barcelona», y se modificó el escudo: se suprimieron las cuatro barras de la bandera catalana para colocar en su lugar la bandera española, aunque en 1949, con motivo de las bodas de oro del club, el gobierno autorizó la reposición de la bandera catalana. En el plano deportivo se recompuso el equipo tras la crisis de la guerra y se acabaron conquistando tres ligas españolas, una Copa de España y dos Copas Eva Duarte. Además, en los años 1940 se crearon nuevas secciones polideportivas entre las que destacaron las de balonmano y hockey sobre patines.

#### Barça de las Cinco Copas y arribo al Camp Nou
Los años 1950 fueron una de las mejores décadas de la historia del club, tanto en el plano deportivo como social. El fichaje de Ladislao Kubala, en 1950, fue la piedra angular sobre la que se construyó un equipo que, en esa década, consiguió 3 Ligas españolas, 5 Copas del Generalísimo, 4 Copas Eva Duarte, 3 Copa Duward, 1 Copa Latina, 2 Copa Martini&Rossi y 1 Pequeña Copa del Mundo de Clubes.
En la temporada 1951-1952, Kubala conduce al Barcelona a una de las temporadas más victoriosas del club. Liga, Copa, Copa Latina (precedente oficial de las competiciones europeas a nivel de clubes y competición precursora de la Copa de Europa) y los trofeos Eva Duarte (por la consecución del doblete, como campeón de Liga y Copa) y Martini & Rossi llegan a las vitrinas del club. Es el llamado equipo de las «Cinco Copas».
La masa social creció hasta los 38 000 socios que dejaron pequeño el campo de Las Corts, de manera que se construyó un nuevo estadio, el Camp Nou, inaugurado en septiembre de 1957 gracias a la recalificación de terrenos urbanísticos otorgada por el régimen franquista. Otro hecho destacado de esa década fue la celebración de las primeras elecciones democráticas a la presidencia del club en 1953, aunque sólo votaron los socios varones.

### Club de Fútbol Barcelona (1957-1978)
El estadio del F. C. Barcelona se convirtió en uno de los pocos escenarios públicos donde los aficionados se expresaban libremente, y el club se convirtió en el mejor embajador de Cataluña en el exterior[cita requerida]. En aquellos años el presidente Narcís de Carreras en su discurso de toma de posesión en 1968, dijo que el Barcelona era «más que un club» en el sentir de los aficionados, frase que quedó ligada al club.

Alineación del CF Barcelona frente al Hamburgo S.V. en la Copa de Campeones de Europa 1960-61.

Tras los éxitos de los años 1950 llegó la crisis de los años 1960, en los que el equipo de fútbol ganó 2 Copas del Generalísimo y 2 Copas de Ferias. Estos títulos, sin embargo, no lograron compensar la derrota en la final de la Copa de Europa de 1961 ni la crisis social generada por las marchas de Helenio Herrera y Luis Suárez al Inter de Milán, con los que el conjunto italiano ganaría dos Copas de Europa.
En 1962 el gobierno de Franco autorizó la segunda recalificación urbanística y acabó con una deuda de 230 millones de pesetas y la más que posible desaparición del club azulgrana.
Durante los años 1970 continuó el imparable aumento de socios del club: se pasó de los 55 000 a los 80 000. Fueron los años en los que el balompié español abrió las puertas a los jugadores extranjeros y el club fichó a internacionales como Johan Cruyff, Johan Neeskens, Hugo Sotil, Hansi Krankl y Allan Simonsen. El equipo de fútbol conquistó en esa década una Liga española, 2 Copas del Rey, 1 Copa de campeones de Ferias y 1 Recopa de Europa. En 1978 llegó a la presidencia José Luis Núñez, quien dirigiría al club las siguientes dos décadas.

### Núñez y los años de estabilidad (1978-2000)

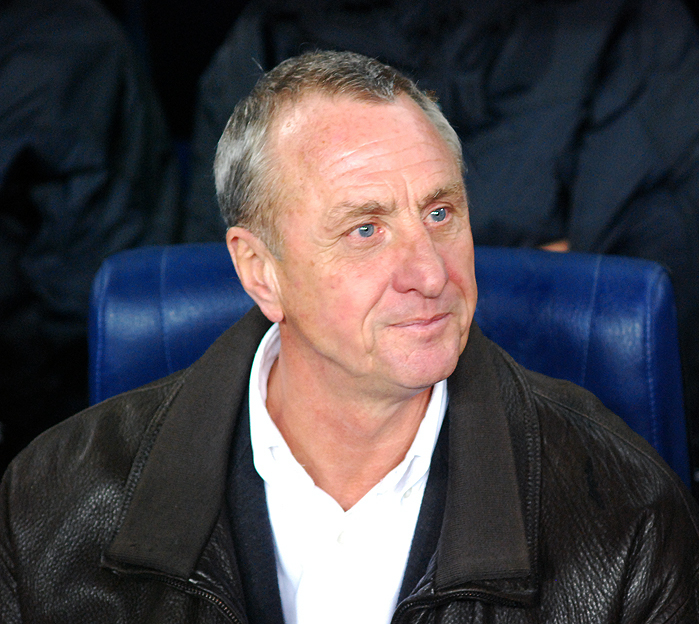
Johan Cruyff ganó cuatro títulos de Liga consecutivos (1991-1994) y la Copa de Europa de 1992 como entrenador del Barcelona.

Los años 1980 fueron de grandes inversiones en el fichaje de grandes estrellas como Maradona, Schuster o Lineker, pero el equipo de fútbol solo pudo ganar en España una liga, tres Copas del Rey, una Supercopa y dos Copas de la Liga. A nivel europeo se ganaron dos Recopas, pero volvió a caer en una final de la Copa de Europa, la disputada en Sevilla en 1986 frente al Steaua de Bucarest. Tras una grave crisis deportiva y social, en 1988 el club contrató a Johan Cruyff como entrenador, un hecho que marcaría el destino del club durante la siguiente década. Lo más positivo de los años 1980 fue la ampliación del Camp Nou, el incremento de socios, que superó la cifra de los 100 000, la revitalización económica del club y los éxitos de las secciones de baloncesto, balonmano y hockey sobre patines, que conquistaron importantes títulos españoles y europeos.

#### Dream Team
La década de 1990 fue la segunda mejor década de la historia del Fútbol Club Barcelona. Fueron diez años de éxitos para el club en todos los órdenes, tanto en el terreno futbolístico como en las secciones deportivas. El equipo de fútbol, entrenado por Johan Cruyff, y con jugadores como Koeman, Guardiola, Amor, Stoichkov, Romário, Laudrup, Zubizarreta o Bakero ganó cuatro Ligas consecutivas entre 1991 y 1994, una Copa, tres Supercopas de España, una Recopa de Europa y una Supercopa de Europa; y el 20 de mayo de 1992 conquistó el título más preciado del club: la Copa de Europa, en el estadio de Wembley, ante la Sampdoria italiana con anotación de Koeman. Durante estos años, el equipo desempeñó un gran juego y fue conocido popularmente con el nombre apelativo de Dream Team («equipo de ensueño»), imitando la terminología que se usó con la Selección de baloncesto de Estados Unidos en los Juegos Olímpicos de Barcelona 1992.
Cruyff empezó a trabajar entonces en una nueva generación de canteranos. La llamada «Quinta del Mini» necesitaba tiempo para acoplarse, y Barcelona no obtuvo títulos en la temporada 1994-95. El equipo contrató a Luís Figo en 1995 para reemplazar a Michael Laudrup, quien se incorporó al Real Madrid. Sin embargo, la situación deportiva del equipo se deterioró hasta el punto de una profunda división social entre partidarios del entrenador, Johan Cruyff y partidarios del presidente, José Luis Núñez. Finalmente, Cruyff fue despedido a falta de dos jornadas para terminar la temporada 1995-96, y Núñez limpió la plantilla de cualquier rastro del neerlandés. Esto creó una gran crisis social en el club, que no desapareció pese a los títulos conseguidos por Bobby Robson y Louis van Gaal, y acabó desembocando en la dimisión de José Luis Núñez en el año 2000.
Los años 1990 fueron también una gran década para las demás secciones profesionales. El equipo de baloncesto se consolidó en la élite del baloncesto español y europeo, pese a que no consiguió ganar la Copa de Europa, cuya final disputó en cuatro ocasiones en esa década. El equipo de balonmano se convirtió en el mejor equipo de balonmano del mundo: ganó todos los títulos, entre los que destacan seis Copas de Europa.

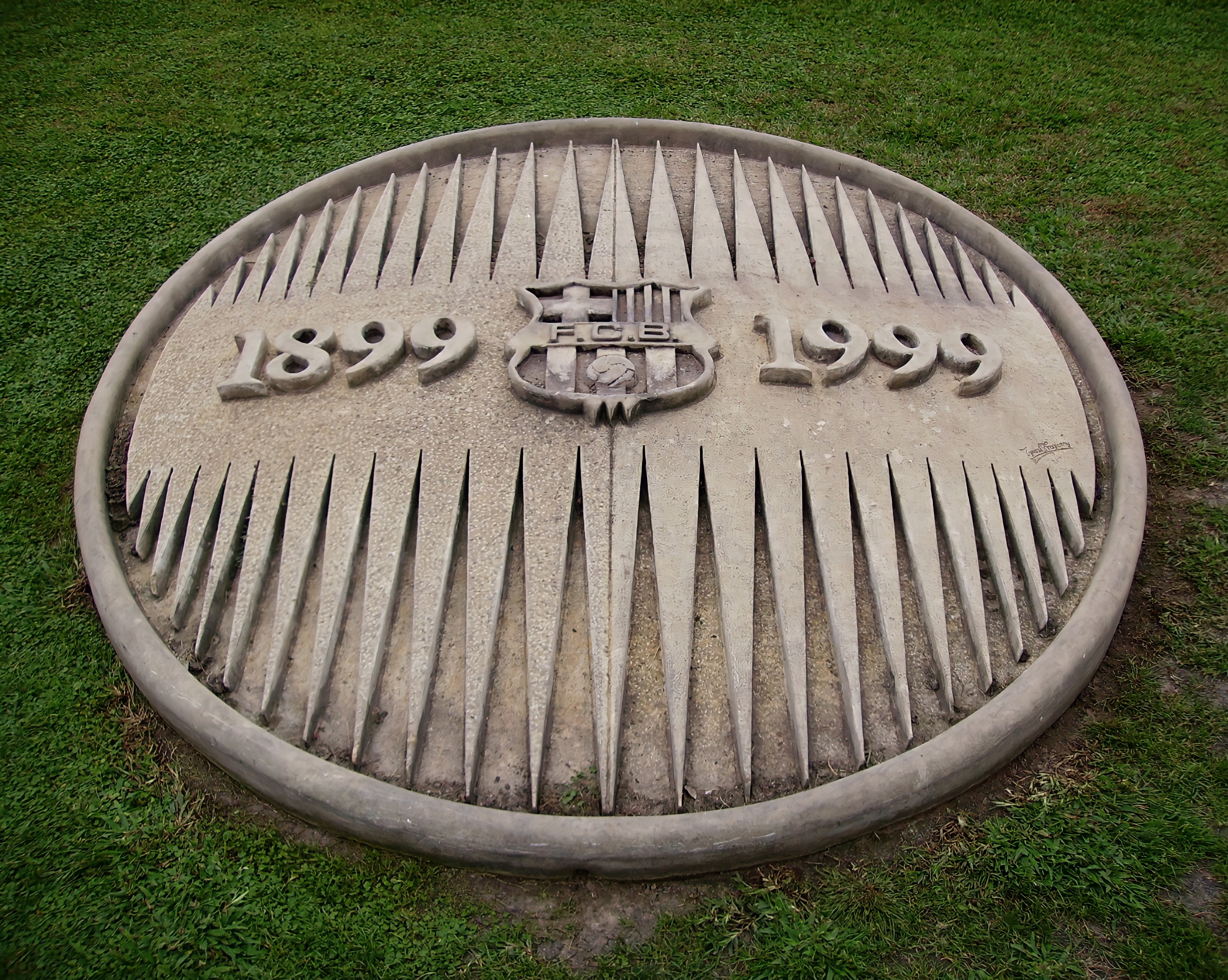
Placa conmemorativa de los 100 años del Fútbol Club Barcelona (1899-1999).

### Dimisión de Núñez y llegada de Laporta (2000-2008)
Los años 2000 pueden dividirse claramente en dos etapas. Tras la dimisión de Núñez en mayo de 2000, fue elegido presidente Joan Gaspart. El club invirtió 180 millones de euros en fichajes de futbolistas tales como Marc Overmars, Javier Saviola y Juan Román Riquelme. Pese a ello, los tres años de Gaspart como presidente se saldaron sin títulos futbolísticos, y con una frecuente rotación de entrenadores. Los únicos éxitos deportivos los aportaron las secciones, especialmente el equipo de baloncesto que en 2003 consiguió ganar la Euroliga.
Tras la dimisión de Gaspart llegó a la presidencia Joan Laporta, que afrontó una profunda renovación deportiva, económica y social.
El club fichó a jugadores como Ronaldinho, Eto'o, Rafael Márquez y Deco; y Lionel Messi quien debutó en partido oficial el 16 de octubre de 2004. El nuevo entrenador pasó a ser Frank Rijkaard. El equipo cortó la racha de seis años sin ganar títulos al proclamarse campeón de la Liga 2004-05; y además, consiguió ganar dos Ligas españolas consecutivas al repetir éxito en 2006 y la segunda Liga de Campeones, y la masa social del club superó por primera vez en la historia la cifra de los 140 000 socios.
Esta etapa terminó al final de la temporada 2007-2008, tras dos años sin títulos, con la destitución del entonces entrenador Frank Rijkaard (30 de junio de 2008) y la presentación de una moción de censura contra Joan Laporta y su junta directiva (9 de mayo de 2008).

### «Era Guardiola» (2008-2012)

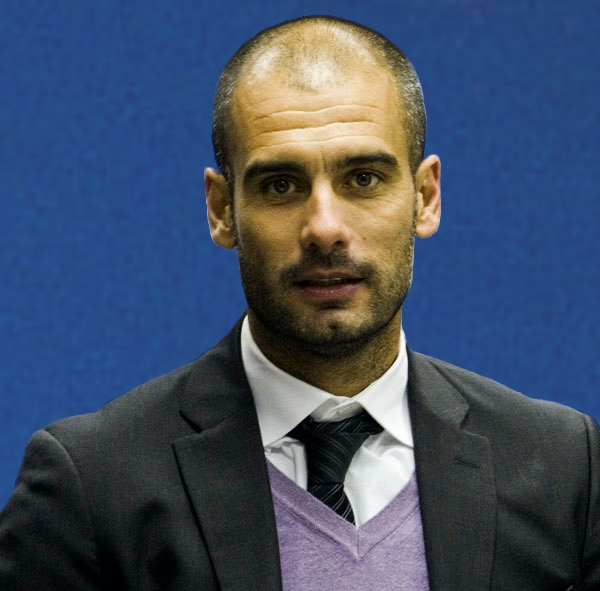
El Barça ganó todas las competiciones que jugó en 2009.

Con la llegada de Pep Guardiola al mando del equipo, el Barcelona pasó a la historia en la temporada 2008-09 tras conseguir el «triplete» conquistando la Liga, la Copa y la Liga de Campeones. Fue gracias al triunfo en la final de Roma ante el Manchester United por 2-0 que el «Pep Team» consiguió el triplete, convirtiéndose en el primer y único equipo español en haber logrado tal hazaña, y pasando al selecto círculo de clubes europeos que lo han logrado antes (Celtic, Ajax, PSV y Manchester United). Además el Barcelona se proclamó campeón de Europa contando entre sus filas con siete canteranos titulares en la final. El equipo de Pep Guardiola, además de alzarse con los tres principales títulos, logró superar las hazañas del Dream Team en cuanto a cifras conseguidas en Liga, batiendo varios récords de goles, partidos ganados como visitante, etc.

#### Consecución delsextete
Al inicio de la temporada 2009-10, el equipo ganó la Supercopa de España al imponerse al Athletic Club en ambos partidos. También logró la Supercopa de Europa al vencer al Shajtar Donetsk por 1-0. El equipo dirigido por Josep Guardiola, tras conquistar la Copa Mundial de Clubes ante Estudiantes de La Plata por 2-1, pasó definitivamente a la historia del fútbol mundial, al conseguir los seis títulos oficiales en un mismo año, una hazaña que no había sido lograda nunca antes por ningún otro club. El Barcelona de Guardiola consiguió en mayo de 2010 su segunda Liga consecutiva, con un total de 99 puntos, cifra que ningún otro club había alcanzado antes.

#### Preponderancia de la cantera
El 10 de enero de 2011, el podio del Balón de Oro de 2010 fue completamente blaugrana: Leo Messi (segundo balón de oro de los siete que ha obtenido), Andrés Iniesta y Xavi Hernández recibían el reconocimiento de todo el mundo del fútbol como los tres mejores jugadores del año anterior. Un reconocimiento, no solo a los tres futbolistas sino también a La Masía, pues los tres se habían formado en el cantera del Barcelona.
El 11 de julio de 2010, la selección española ganó la final de la Copa Mundial alineando a siete jugadores del Barcelona en el equipo titular, seis de ellos formados en La Masía.
El 5 de febrero de 2011 el equipo logró un nuevo récord al llegar a conseguir su decimosexto triunfo consecutivo en Liga, frente al Atlético de Madrid, llegando a superar el del Real Madrid que llegó a tener quince victorias seguidas durante la temporada 1960-61. El 2 de marzo de 2011, el Barcelona llega a conseguir otro récord histórico al llegar a vencer al Valencia, esa victoria conseguida le permitiría alcanzar los veinte partidos invictos fuera de casa llegando a superar la marca del equipo de la Real Sociedad el cual había alcanzado en la temporada 1978-79, diecinueve encuentros sin perder.
La temporada 2010-11 finalizaría con el Barcelona como campeón de la Liga por tercer año consecutivo y por vigésimo primera ocasión, y campeón de la Liga de Campeones de la UEFA por cuarta vez.
Tras la consecución de la Supercopa de España, Supercopa de Europa, Mundial de Clubes y Copa del Rey en la temporada 2011-12, se cerraba la era Guardiola con catorce títulos ganados de dieciocho posibles.

### Presidencias de Rosell y Bartomeu (2012-2021)
La campaña 2012-13 comienza con cambio en el banquillo, el de Josep Guardiola por Tito Vilanova. El equipo mantiene su nivel y logra la mejor primera vuelta de la historia (18 victorias y 1 empate), que se ve empañada por la recaída de Tito Vilanova debido a cáncer a la glándula parótida en diciembre por lo que debe operarse en Nueva York, solo hasta el mes de abril logra reincorporarse al banquillo. Se proclaman campeones de Liga, igualando el récord de puntos (100) y victorias (32), batiendo el de goles del club (115) y con 15 puntos sobre el Real Madrid, la mayor diferencia hasta el momento entre el campeón y el subcampeón. Tras una temporada en el banquillo, el 19 de julio de 2013 Vilanova decide abandonar el club debido a su cáncer el cual le había aquejado varios meses atrás.
El 23 de enero de 2014, Sandro Rosell renuncia a su cargo de presidente debido a la querella por presunta apropiación indebida a raíz del traspaso de Neymar. Le sustituye Josep Maria Bartomeu hasta acabar el mandato, en 2016.

#### Consecución del segundo triplete
El Barcelona de Luis Enrique comenzó la Liga obteniendo 7 victorias y un empate (sin conceder un solo tanto) en las 8 primeras jornadas. Los métodos de Luis Enrique, con frecuentes rotaciones para dosificar a sus jugadores, lo enfrentaron con parte de la plantilla, más notoriamente con Lionel Messi, e incluso se llegó a plantear el despido del técnico asturiano tras una derrota contra la Real Sociedad. A partir de ese momento, los números y el juego del equipo catalán mejoraron sustancialmente, clasificándose para la final de la Copa del Rey y de la Champions League y recuperando el liderato en la Liga. El 17 de mayo de 2015, el Barcelona se proclama campeón de Liga, y dos semanas después, también gana la Copa del Rey. El Barça terminó la temporada proclamándose campeón de la Liga de Campeones por quinta vez en su historia, y convirtiéndose así en el único equipo que logra dos tripletes.
La temporada 2015-16 comenzó con la conquista del cuarto título del año, la Supercopa de Europa. y finalizó con el título de Liga y la Copa del Rey, consiguiendo su séptimo doblete nacional.
La temporada 2016-17 fue la última de Luis Enrique en el banquillo azulgrana debido a su renuncia producto del degaste que implica el trabajo, según contó el mismo entrenador. Ganó la Supercopa de España al Sevilla F.C por un global de 5-0. En Liga de Campeones, después de salir primero de su grupo con una sola derrota en condición de visitante ante el Manchester City, el 8 de marzo de 2017 se produjo una remontada histórica. Después de perder en París ante el París Saint-Germain por un 4-0, el equipo pudo dar vuelta al marcador en el Camp Nou con un marcador de 6-1 con goles de Suárez, Messi, Neymar y Sergi Roberto más un autogol de Kurzawa, que supusieron la mayor remontada hasta el momento en la historia de la competición. A raíz del encuentro la palabra 'remontada' se popularizó en Francia, siendo recogida en el célebre diccionario Larousse. Finalmente acabaría alzándose con el vigésimo noveno título de Copa del Rey.
El 29 de mayo de 2017 se confirma la llegada de Ernesto Valverde a la dirección técnica del club, teniendo que sortear el fichaje de Neymar por el PSG. No obstante, en La Liga Santander su comienzo fue arrasante al conseguir 7 victorias en las primeras 7 fechas. El 14 de abril de 2018 supera el récord de la Real Sociedad de 38 partidos consecutivos sin perder en liga (vigente desde hacía 38 años), quedando la plusmarca en 43 partidos. El 21 del mismo mes después conquista su 30.ª Copa del Rey, consiguiendo el doblete, el octavo de su historia.
La temporada 2018-19 comienza con la obtención de la Supercopa de España 2018 en la que fue la primera final disputada fuera del territorio español. Con este título, Messi se convirtió en el jugador más laureado de la competición con ocho títulos, y del club con treinta y tres, superando a Iniesta. En mayo de 2019 el equipo ganó su 26.ª Liga.

#### Sexto Balón de Oro de Lionel Messi (récord)
El 2 de diciembre de 2019 Lionel Messi ganó el Balón de Oro por sexta vez en su carrera, convirtiéndose así en el jugador más laureado al ganarlo en las ediciones de: 2009, 2010, 2011, 2012, 2015, 2019.

### Vuelta de Joan Laporta
Luis Suárez se despidió del club tras haber anotado 198 goles en 283 partidos disputados en seis temporadas, situándose en el momento como el tercer máximo goleador histórico del club. En el inicio de la temporada 2020-21 resaltó la figura de Ansu Fati, una de las nuevas revelaciones del equipo que se convirtió en el jugador más joven en anotar dos tantos en Liga de Campeones antes de los 18 años, marca que sumó a otras logradas el curso anterior relativas a su precocidad, superando los registros de Bojan Krkić, Kylian Mbappé o Raúl González entre otros.
Con una acuciante crisis económica, que terminó por afectar al plano deportivo, la junta gestora programó elecciones a la presidencia para el mes de enero de 2021. A causa de los efectos aún persistentes de la pandemia de COVID-19, las elecciones se retrasaron al 7 de marzo, resultando elegido nuevamente Joan Laporta. En lo deportivo el equipo logró salir campeón de copa con una victoria ante el Athletic Club.
En la temporada 2020-2021, el equipo femenino del FC Barcelona logró su primera Liga de Campeones Femenina de la UEFA al vencer al Chelsea 4-0, consiguiendo así el triplete (Liga, Copa de la Reina y Champions League) y convirtiéndose en la primera institución española y tercera europea en lograrlo en fútbol femenino. Cinco jugadoras del equipo fueron nominadas al Balón de Oro Femenino de 2021, con Alexia Putellas ganando el premio y Jennifer Hermoso quedando segunda.
El 30 de marzo de 2022, el equipo femenino se clasificó para semifinales de la Champions League, tras vencer 5-2 al Real Madrid, en un partido que registró la mayor asistencia en la historia del fútbol femenino con 91.553 espectadores en el Camp Nou. El 22 de abril del mismo año, superaron esa cifra en la semifinal contra el VfL Wolfsburgo, reuniendo a 91.648 asistentes.

#### Salida de Lionel Messi
Al finalizar la temporada se produjo la salida del capitán y emblema del club, Lionel Messi. El jugador, que finalizó contrato en junio de 2021, marchó a disputar la Copa América confiante de que su futuro no revestía mayor peligro, al estar a expensas de una renovación que ambas partes deseaban. Pese a ello, la normativa vigente de LaLiga en cuanto al fair-play financiero entró en conflicto con la situación económica del club catalán y que resultó ser el principal escollo del asunto.
Una emotiva rueda de prensa cerró toda una vida deportiva de Messi en Barcelona, donde disputó 778 partidos en los que anotó 672 tantos, el máximo goleador de la historia del club, y donde logró 35 títulos oficiales, siendo el segundo jugador con más títulos en un mismo club (solo superado por Ryan Giggs, jugador del Manchester United).
En una de las temporadas más críticas de su historia debido a problemas financieros, el Barcelona, dirigido por Ronald Koeman, se clasificó noveno en la liga y no superó la fase de grupos de la Liga de Campeones, lo que llevó a una crisis deportiva y a la destitución de Koeman. Xavi Hernández regresó al club como entrenador, reemplazando al interino Sergi Barjuán. En abril de 2021, Forbes valoró al Barcelona como el club de fútbol más valioso del mundo con una valoración de 4.760 millones de dólares.

#### Décima Copa de Europa de balonmano
En la temporada 2020-21 la sección de balonmano se proclama campeón de la EHF Champions League por décima vez, después de realizar una temporada absolutamente impecable consiguiendo los 6 títulos que disputó (Supercopa de Cataluña, Supercopa de España, Copa del Rey, Liga Asobal, Copa Asobal y Copa de Europa) y ganando todos los partidos disputados (61 victorias en 61 partidos). El técnico Xavi Pascual dejó el banquillo culé, después de 12 años, con 61 títulos en su palmarés particular.

## Simbología

### Escudo

Escudo de la Villa de Barcelona que inspiró el primer escudo del club (1900-1910).

El escudo del Fútbol Club Barcelona tiene forma de olla, dividida en tres cuarteles. En los dos superiores se reproduce la bandera de Barcelona, esto es, la Cruz de San Jorge y la señera catalana. En el cuartel inferior aparece un balón sobre los colores azul y granate del club. En el centro del escudo, en una franja, aparecen las iniciales del club, «F. C. B.».
Tras su fundación el club empleó como escudo propio el de la ciudad de Barcelona como una forma de expresar su vinculación con la ciudad. Dicho escudo permaneció en uso hasta el año 1910, dos años después de que Hans Gamper salvara el club de la profunda crisis, en un intento de dotar al club de un escudo propio y diferenciado. La entidad convocó un concurso abierto a todos los socios para que enviaran sus propuestas, resultando ganador el diseño de Carles Comamala, jugador del club entre 1903 y 1912.
El escudo ha variado poco desde aquel diseño de 1910 y los cambios introducidos han sido, en gran parte, de carácter estético, con pequeñas modificaciones en el trazo de su perfil. Sin embargo, hubo cambios importantes debido a condicionantes políticos, ya que, durante el franquismo, las siglas «F. C. B.» fueron sustituidas por «C. F. B.», Club de Fútbol Barcelona, en consonancia con la castellanización de la denominación del club, y se redujo el número de barras del cuartel superior a dos hasta recuperarlas en 1949 aprovechando los actos del quincuagésimo aniversario de la entidad. El club no recuperó su denominación en catalán hasta el 8 de noviembre de 1973, tras recibir la autorización pertinente de la Real Federación Española de Fútbol, y a finales de 1974 se volvieron a reincorporar al escudo las siglas iniciales, con lo que volvió al contenido original de 1910.
El diseño moderno del escudo es obra de una adaptación del diseñador Claret Serrahima realizada en 2002, que incluye unas líneas más estilizadas, suprime los puntos que separaban las iniciales del club, abrevia el nombre y reduce el número de puntas. El escudo ha tenido diez versiones desde la fundación del club.
Existen dos versiones sobre los orígenes del escudo del club. La primera versión cuenta que en el año 1900, un año después de la fundación del club, hubo una reunión para decidir el escudo (hasta entonces, el Barcelona había utilizado el escudo de la ciudad). Parece ser que no había acuerdo sobre la forma y el contenido del escudo y en un momento de la reunión el secretario, Luis d'Ossó, visiblemente enfadado, exclamó «esto es una olla», por lo que algunos historiadores creen que este fue el punto de partida para «trazar el boceto de una olla».
|                                                       |
| Primer escudo tomado del sello corporativo (1899-00). |

|                                                             |
| El escudo propio tomado del emblema de la ciudad (1900-10). |

|                                                             |
| Escudo de Femenia vencedor del concurso creativo (1910-20). |

### Himno
El himno oficial del F. C. Barcelona, denominado oficialmente Cant del Barça (en castellano, «Canto del Barça») fue creado y estrenado en 1974, con motivo de los actos de celebración del 75 aniversario del club. La letra fue escrita por Jaume Picas y Josep María Espinàs, y la música fue compuesta por Manuel Valls i Gorina. Está íntegramente escrito en lengua catalana, y en la versión oficial está interpretada por la Coral Sant Jordi.
En los últimos años ha sido interpretado por reconocidos cantantes como Joan Manuel Serrat, con motivo de diferentes actos como la conmemoración del centenario del club. Además, la directiva presidida por Joan Laporta ha incentivado que variados intérpretes y conjuntos musicales lo interpretaran en el estadio del Camp Nou, en los prolegómenos de los partidos de fútbol, versionándolo y adaptándolo a los más variados estilos musicales: pop, rock, rap, samba, rumba, entre otros.
Uno de los detalles que caracterizan al himno es la referencia al carácter abierto e integrador del club, que no diferencia la procedencia geográfica de los seguidores; como dice una de las estrofas, «tanto da de dónde venimos, si del sur o del norte, una bandera nos hermana».

## Indumentaria

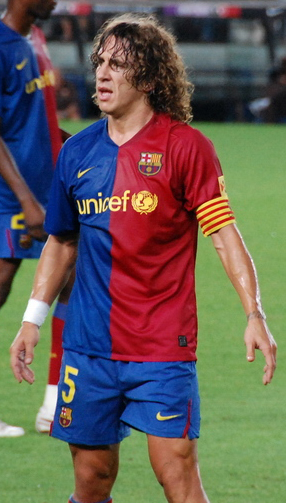
Puyol, 2008-09.

Los colores distintivos del F. C. Barcelona son el azul y el granate, de donde procede el sobrenombre de «azulgrana» (blaugrana en catalán) con el que se conoce a los jugadores y aficionados del club.
Existen diversas teorías sobre las causas que llevaron a los fundadores del club a escoger estos colores, aunque no hay ninguna que esté suficientemente contrastada como para ser considerada válida si bien la más extendida y documentada señala que fue el propio Hans Gamper, fundador del club, quien decidió los colores. De hecho, está comprobado que en el primer partido de fútbol que Gamper disputó en la ciudad de Barcelona antes de la fundación del club, ya vistió estos colores. Se afirma que Gamper escogió estos colores por ser los que identificaban al F. C. Basilea, equipo suizo en el que Gamper había jugado antes de llegar a Barcelona, ya que se había hecho socio del F. C. Basilea en 1896, vistiendo de azulgrana por primera vez tres años antes de fundar el Barça. La teoría que Joan Gamper se inspiró directamente en los colores de su antiguo equipo suizo a la hora de escoger los del Barça es una de las más razonables y fundadas, pero aun así no hay ninguna prueba documental que lo avale y por otro lado debe cohabitar con muchas más. En la reunión fundacional del F. C. Barcelona del 29 de noviembre de 1899, que se efectuó en la sala de armas del Gimnasio Solé, sobre el asunto de la elección de los colores azul y grana, Narciso Masferrer cita: «Se trató extensamente del nombre y colores que adoptaría el club, quedando acordado, como título de la sociedad es de Football Club Barcelona y los colores los azul y grana, que son, sino estamos equivocados, los mismos del F. C. de Basilea, al que ha pertenecido hasta hace poco el ex campeón suizo Hans Gamper, nuestro estimado amigo».
De la combinación de los colores azul y granate proviene el vocablo «azulgrana». Estos colores siempre han estado presentes en la camiseta titular del equipo. Sin embargo, durante los diez primeros años de historia del club los pantalones fueron de color blanco, más tarde negros, y desde la década de 1920, azules. En la temporada 2005-06 el equipo vistió pantalones color grana, algo inédito hasta el momento, debido a motivos comerciales. En la temporada 2011-12 la innovación en la primera equipación es que la camiseta tiene las rayas verticales más finas de la historia.
El equipo dispone de uniforme alternativo o segunda equipación a nivel oficial desde el año 1913, cuando se eligieron el color blanco para la camiseta y el azul para los pantalones. Esta equipación duró más de sesenta años, hasta la temporada 1975-76, en la que entró en escena una camiseta amarilla con una franja azulgrana en diagonal. Fue variando en colores como el amarillo, el azul o el rojo, en las diferentes camisetas con una franja vertical azulgrana en su lado derecho hasta que a partir de la temporada 1998-99 Nike se convirtió en el proveedor eligiendo una amplísima gama de colores desde entonces.
En noviembre de 2012, el club informa que, como parte de su acuerdo con Qatar Sports Investment, la aerolínea Qatar Airways sustituirá a Qatar Foundation como patrocinador principal en la camiseta desde la temporada 2013-14.
| Primer | (evolución) | Actual |

## Infraestructura

### Estadio
El estadio del F. C. Barcelona es el Camp Nou, propiedad del propio club. Inaugurado en 1957, tiene una capacidad de 99.354 espectadores, todos sentados. Es uno de los cuatro estadios de España catalogado como «Estadio Cinco Estrellas» por la UEFA, lo que lo habilita para acoger finales de la Liga de Campeones, Supercopa de Europa y Copa de la UEFA, como ha sucedido en 15 ocasiones. Se encuentra en el barrio de Las Corts de Barcelona, junto a otras instalaciones del club, como el Miniestadi (estadio del Barcelona B) y el Palau Blaugrana, cancha del equipo de baloncesto. En las instalaciones del Camp Nou se encuentra el Museo del F. C. Barcelona, el museo más visitado de Cataluña.
Al principio de su fundación, el 29 de noviembre de 1899, el F. C. Barcelona, no disponía de estadio propio. Debido a no tener terreno de juego de su propiedad, el F. C. Barcelona tiene que jugar sus partidos como equipo local en terrenos de juego ajenos, desde el primer partido inaugural como club el 8 de diciembre de 1899 hasta que el 14 de marzo de 1909 disputa su primer partido como local en campo propio, en el Campo de la calle Industria. Esta falta de estadio propio, le obliga a jugar en diferentes estadios en los que se tiene que mudar debido a diferentes circunstancias y en los cuales permanece en algunos durante unos años y en otros solamente en algunos partidos. Se pueden contar seis estadios diferentes antes de tener estadio propio. Su primer estadio fue el ex Velódromo de la Bonanova en el año 1899, el segundo estadio fue el Campo del Hotel Casanovas en el año 1900, el tercer estadio fue el de la plaza de las Armas en el año 1901, el cuarto estadio fue el de la carretera de Horta entre los años 1901 y 1905, el quinto estadio fue el de la calle Muntaner entre los años 1905 y 1909 y el sexto estadio fue el Campo de la Fuxarda, donde se jugaron en el año 1909 solo dos partidos antes de pasar al estadio propio del Campo de la calle Industria
Con anterioridad al Camp Nou, el F. C. Barcelona tuvo dos estadios, también de su propiedad. Entre 1909 y 1922 jugaba en el Camp del Carrer Indústria de Barcelona, vulgarmente llamado La Escopidora, con una capacidad de 6000 espectadores, aunque las cifras de la época no eran muy precisas y el primero en Barcelona, que dispuso de una tribuna de dos pisos, que despertó admiración en aquel tiempo, en la ciudad.
Una de las versiones acerca de la etimología de la palabra «culés» procede del estadio del campo de la calle Industria, pues las gradas permitían ver desde fuera del recinto las posaderas de los aficionados.
Entre 1922 y 1957 disputó sus partidos en el Campo de Las Corts, inaugurado para acoger a 30 000 espectadores, y que llegó a tener una capacidad de 60 000 personas. El Campo de Las Corts, fue el campo donde el F. C. Barcelona el 24 de septiembre de 1926, empezó a jugar como local en campo de hierba, cuando lo había hecho hasta la fecha en campo de tierra.
A expensas de los permisos urbanísticos municipales, estaba prevista la remodelación del estadio que debía de haberse iniciado en el último tercio de 2008 y se preveía su finalización para el año 2012. El arquitecto asignado ha sido el británico Norman Foster, quien resultó vencedor tras un concurso en el que sólo diez proyectos llegaron a ser finalistas. sir Norman Foster dijo haberse inspirado en Gaudí para crear la nueva piel que envolverá al estadio. La presidencia del F. C. Barcelona y el Colegio de Arquitectos de Cataluña integraron el jurado encargado de seleccionar el proyecto ganador. 
La remodelación se basa en poner al día un estadio que cuenta con más de 50 años y crear una cubierta para proteger a los espectadores de las inclemencias meteorológicas. Los requisitos fundamentales eran: ocasionar las mínimas molestias a los socios, que la remodelación fuera compatible con la competición deportiva y que se ciñera a un presupuesto determinado. Así como la creación de un diseño atractivo, moderno y funcional. 
En mayo de 2010 la prensa escrita informa que el proyecto de remodelación del Camp Nou por Norman Foster, que presentó en septiembre de 2007, puede quedar en el olvido y ser reconsiderado por otro proyecto de remodelación
En el último día de campaña electoral, el 11 de junio de 2010, dos días antes de ser elegido Sandro Rosell como presidente del F. C. Barcelona, dos miembros de su equipo, Jordi Moix y Jordi Cardoner, presentaron el proyecto Espai Barça, en castellano, Espacio Barça, dentro del cual entre otras obras queda englobado el nuevo modelo de reforma del Camp Nou, según aparece en una noticia en la web del club. El proyecto Espai Barça para su ejecución dependerá de ser aprobado en la asamblea de compromisarios, ya que según Rosell: «El socio es el dueño del club y por tanto la asamblea determinará si esta propuesta sigue adelante».
También la prensa escrita informa aproximadamente en las mismas fechas que no se llevará a cabo el proyecto Foster y sobre el proyecto Espai Barça se informa de una valoración de coste global de 150 millones de euros. El Camp Nou se remodelará interiormente, mejorando la accesibilidad, cubriendo las graderías y ampliándolo con más asientos. Esta reforma destinará una partida de 30 millones de euros del coste del proyecto. Las obras en caso de que se aprobase el proyecto, se prolongarían entre seis y ocho años.

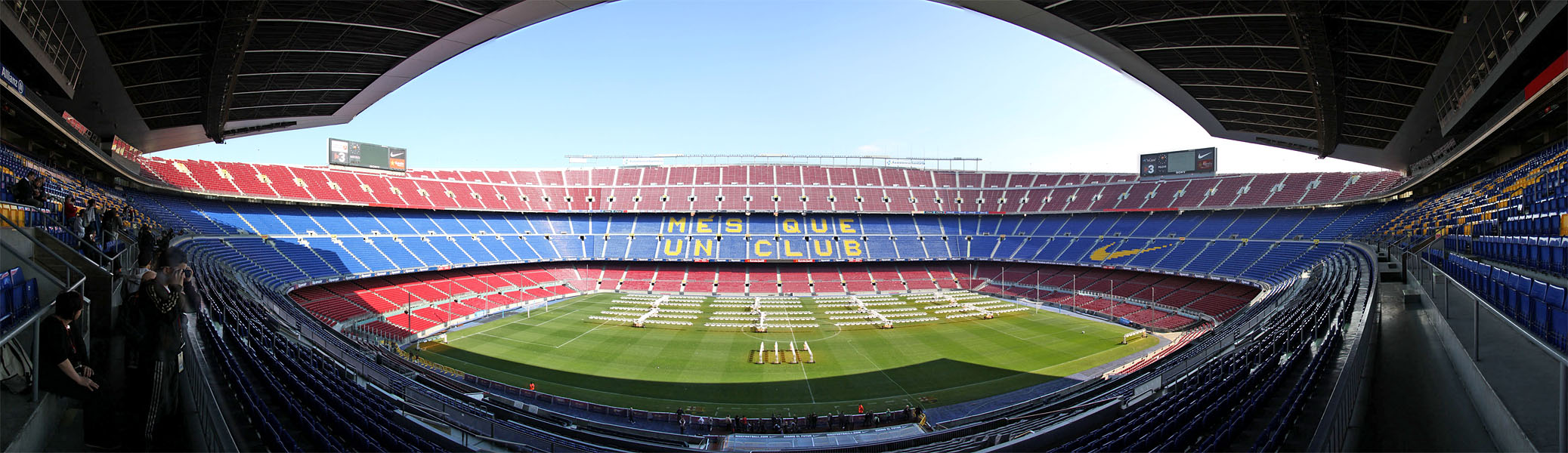
Panorámica interior del estadio desde tribuna oeste.

### Otras instalaciones
- Ciutat Esportiva Joan Gamper en San Juan Despí
- La Masía
- Estadio Johan Cruyff
- Palau Blaugrana
- Palau Blaugrana 2
- Espacio Memorial Fútbol Club Barcelona, columbario envuelto en polémica por no haberse completado en las condiciones pactadas inicialmente[189]

## Datos del club
Para los detalles estadísticos del club véase Estadísticas del Fútbol Club Barcelona

### Denominaciones
A lo largo de su historia, la entidad ha visto como su denominación variaba por diversas circunstancias hasta la actual de Fútbol Club Barcelona, vigente desde 1973. El club se fundó bajo el nombre de Foot-ball Club Barcelona, y siendo oficializado formalmente en 1903.
A continuación se listan las distintas denominaciones de las que ha dispuesto el club a lo largo de su historia:
- Foot-ball Club Barcelona: (1899-41) Nombre tras su nacimiento.[8]
- Club de Fútbol Barcelona: (1941-73) Tras la instauración de la dictadura se produce una castellanización de los anglicismos.[191]
- Fútbol Club Barcelona: (1973-Act.) Se produjo una liberalización de términos pudiendo adoptar denominaciones en otros idiomas.[191]

## Palmarés
El Fútbol Club Barcelona es una de las instituciones más laureadas a nivel mundial, totalizando en sus más de ciento veinticinco años de historia un total de ciento treinta y seis títulos oficiales regionales, nacionales e internacionales, lo que le sitúa como el segundo —«club español con más títulos oficiales»—. Entre ellos destacan por importancia, cinco Ligas de Campeones, cinco Supercopas de la UEFA, cuatro Recopas de Europa, tres Copas de Ferias, dos Copas Latinas, y tres Copas Mundiales de Clubes, sumando veintidós títulos internacionales oficiales convirtiéndolo en el segundo club europeo y tercero del mundo más laureado. En competiciones nacionales posee el récord de trofeos con ochenta —nueve más que el Real Madrid C. F.—, desglosados entre veintiocho Ligas, treinta y dos Copas de España, quince Supercopas de España, tres Copas Eva Duarte y dos Copas de la Liga —récord nacional en todas las competiciones coperas mencionadas—. En cuanto a títulos de su comunidad autónoma cuenta con veintitrés Campeonatos de Cataluña, siete Copas de Cataluña y dos Supercopas de Cataluña.
En 2009 dirigido por Josep Guardiola, el club conquistó todas las competiciones que disputó: la Liga, la Copa, la Supercopa de España, la Liga de Campeones, la Supercopa de Europa y la Copa Mundial de Clubes, siendo el primer y único equipo español y primer equipo europeo en lograr un «sextete», al ganar seis títulos oficiales en un mismo año —junto con el Bayern de Múnich—. En 2015, bajo el mando de Luis Enrique, ganó el «triplete» por segunda vez en su historia, convirtiéndose en el primer club europeo en lograr tal hazaña.
Fue considerado por la Federación Internacional de Historia y Estadística de Fútbol (IFFHS) como mejor club del mundo en los años 1997, 2009, 2011, 2012 y 2015, siendo la institución que más veces ha encabezado dicha clasificación.
Posee cinco trofeos de la Liga en propiedad por haber ganado la competición tres veces consecutivas o bien por cinco alternas, y siete trofeos de Copa del Rey, a su vez totaliza la cifra más alta de galardones en propiedad de clubes de fútbol en España con un total de doce.
Nota: en negrita competiciones vigentes en la actualidad. Indicado el récord del torneo  y el compartido 

### Torneos nacionales (80)
| Competiciones nacionales           | Títulos | Subcampeonatos |
| ---------------------------------- | --- | --- |
| Primera División de España (28/28) | 1929, 1945, 1948, 1949, 1952, 1953, 1959, 1960, 1974, 1985, 1991, 1992, 1993, 1994, 1998, 1999, 2005, 2006, 2009, 2010, 2011, 2013, 2015, 2016, 2018, 2019, 2023, 2025.                         | 1930, 1946, 1954, 1955, 1956, 1962, 1964, 1967, 1968, 1971, 1973, 1976, 1977, 1978, 1982, 1986, 1987, 1989, 1997, 2000, 2004, 2007, 2012, 2014, 2017, 2020, 2022, 2024. |
| Copa del Rey (32/11)               | 1910, 1912, 1913, 1920, 1922, 1925, 1926, 1928, 1942, 1951, 1952, 1953, 1957, 1959, 1963, 1968, 1971, 1978, 1981, 1983, 1988, 1990, 1997, 1998, 2009, 2012, 2015, 2016, 2017, 2018, 2021, 2025. | 1919, 1932, 1936, 1954, 1974, 1984, 1986, 1996, 2011, 2014, 2019. |
| Supercopa de España (15/12)        | 1983, 1991, 1992, 1994, 1996, 2005, 2006, 2009, 2010, 2011, 2013, 2016, 2018, 2023, 2025. | 1985, 1988, 1990, 1993, 1997, 1998, 1999, 2012, 2015, 2017, 2021, 2024.                                                                                                 |
| Copa Eva Duarte (3/2)              | 1948, 1952, 1953. | 1949, 1951. |
| Copa de la Liga (2/0)              | 1983, 1986. | |

### Torneos internacionales (17)
| Competiciones internacionales | Títulos                       | Subcampeonatos          |
| ----------------------------- | ----------------------------- | ----------------------- |
| Copa Mundial de Clubes (3/1)  | 2009, 2011, 2015.             | 2006.                   |
| Liga de Campeones (5/3)       | 1992, 2006, 2009, 2011, 2015. | 1961, 1986, 1994.       |
| Supercopa de Europa (5/4)     | 1992, 1997, 2009, 2011, 2015. | 1979, 1982, 1989, 2006. |
| Recopa de Europa (4/2)        | 1979, 1982, 1989, 1997.       | 1969, 1991.             |
| Copa Intercontinental (0/1)   |                               | 1992.                   |

### Otros torneos internacionales (5)
| Competiciones internacionales | Títulos           | Subcampeonatos |
| ----------------------------- | ----------------- | -------------- |
| Copa de Ferias (3/1)          | 1958, 1960, 1966. | 1962.          |
| Copa Latina (2/0)             | 1949, 1952.       |                |

### Torneos regionales (34)
| Competiciones regionales    | Títulos | Subcampeonatos                                        |
| --------------------------- | --- | ----------------------------------------------------- |
| Campeonato de Cataluña      | 1902, 1903, 1905, 1909, 1910, 1911, 1913, 1916, 1919, 1920, 1921, 1922, 1924, 1925, 1926, 1927, 1928, 1930, 1931, 1932, 1935, 1936, 1938. | 1907, 1908, 1915, 1923, 1933, 1937.                   |
| Copa Cataluña (7/9)         | 1991, 1993, 2000, 2004, 2005, 2007, 2013.                                                                                                 | 1996, 1997, 1998, 2001, 2002, 2006, 2008, 2010, 2011. |
| Supercopa de Cataluña (2/2) | 2014, 2018. | 2016, 2019.                                           |
| Liga Catalana (1/0)         | 1938. |                                                       |
| Liga Mediterránea (1/0)     | 1937. |                                                       |

### Reconocimientos internacionales (9)
| Distinción                                             | Año                           |                               |
| ------------------------------------------------------ | ----------------------------- | ----------------------------- |
| Club del Mundo de la 1ª Década del Siglo XXI IFFHS (1) | 2011.                         | 2011.                         |
| Club del Mundo de la 2ª Década del Siglo XXI IFFHS (1) | 2021.                         | 2021.                         |
| Club Europeo de la 1ª Década del Siglo XXI IFFHS (1)   | 2011.                         | 2011.                         |
| Club Europeo de la 2ª Década del Siglo XXI IFFHS (1)   | 2021.                         | 2021.                         |
| Club del año IFFHS (5)                                 | 1997, 2009, 2011, 2012, 2015. | 1997, 2009, 2011, 2012, 2015. |

### Trayectoria
|  | Para más detalles, consultar Trayectoria del Fútbol Club Barcelona, Partidos en competición nacional del Fútbol Club Barcelona y Partidos internacionales del Fútbol Club Barcelona |

Desde su fundación en 1899 hasta la temporada 2025-26, la entidad ha logrado una trayectoria de ciento veintiséis temporadas, noventa y cinco de ellas en el ámbito profesional. Durante de ese lapso ha disputado dieciséis competiciones oficiales regionales, nacionales e internacionales organizadas por la FIFA, la UEFA, la RFEF y la FCF.
El Fútbol Club Barcelona es uno de los únicos tres clubes que ha disputado siempre la Primera División —máxima competición de clubes en España y máxima categoría del sistema de ligas— desde su fundación en la temporada 1928-29 sumando un total de noventa y cinco presencias. Ocupa el segundo puesto en la clasificación entre los sesenta y tres participantes históricos además de ser el segundo más laureado con veintiocho y el primer campeón que tuvo la competición. Su peor posición registrada ocurrió en la temporada 1941-42 cuando finalizó en duodécimo puesto. En cuanto al resto de competiciones oficiales nacionales suma un total de ciento treinta y cinco apariciones, en la Copa del Rey —competición en la cual domina el palmarés—, cuenta con ciento siete presencias sobre ciento veinte totales, y únicamente doce ausencias.
En competiciones internacionales, participa en la Copa de Europa —actual Liga de Campeones—, en la cual ha disputado un total de treinta y seis temporadas con ausencia en treinta y cinco ediciones; es, por tanto, el décimo club con más presencias y el tercero en la clasificación histórica. En ellas sumó un total de cinco títulos que le sitúan como el quinto equipo más exitoso de la competición entre sus 531 participantes históricos. Totaliza setenta y tres apariciones en el resto de competiciones oficiales internacionales. Entre las más relevantes, trece en la Copa de la UEFA / Liga Europa y trece en la Recopa de la UEFA.
Nota: En negrita competiciones activas.
| \| Competición \| P.J. \| P.G. \| P.E. \| P.P. \| G.F. \| G.C. \| Mejor resultado \| \| ----------------------------------------------------------- \| ---- \| ---- \| ---- \| ---- \| ---- \| ---- \| --------------- \| \| Campeonato de Liga de Primera División \| 3047 \| 1771 \| 615 \| 661 \| 6528 \| 3379 \| Campeón \| \| Promoción de descenso \| 1 \| 1 \| 0 \| 0 \| 5 \| 1 \| — \| \| Campeonato de España de Copa \| 608 \| 380 \| 100 \| 128 \| 1494 \| 678 \| Campeón \| \| Copa Presidente FEF / Copa Eva Duarte / Supercopa de España \| 58 \| 22 \| 9 \| 27 \| 91 \| 103 \| Campeón \| \| Copa de la Liga de España \| 24 \| 10 \| 8 \| 6 \| 39 \| 27 \| Campeón \| \| \| \| \| \| \| \| \| \| \| Copa de Europa / Liga de Campeones de la UEFA \| 363 \| 212 \| 79 \| 72 \| 700 \| 331 \| Campeón \| \| Copa Intercontinental / Mundial de Clubes \| 9 \| 7 \| 0 \| 2 \| 24 \| 5 \| Campeón \| \| Copa de la UEFA / Liga Europa de la UEFA \| 85 \| 41 \| 21 \| 23 \| 159 \| 83 \| Semifinales \| \| Supercopa de la UEFA \| 14 \| 6 \| 4 \| 4 \| 17 \| 17 \| Campeón \| \| Recopa de la UEFA \| 85 \| 50 \| 18 \| 17 \| 178 \| 87 \| Campeón \| \| Copa Latina \| 4 \| 4 \| 0 \| 0 \| 12 \| 3 \| Campeón \| \| Copa de Ferias \| 70 \| 35 \| 17 \| 18 \| 141 \| 85 \| Campeón \| \| Copa de campeones de Ferias \| 1 \| 1 \| 0 \| 0 \| 2 \| 1 \| Campeón \| \| \| \| \| \| \| \| \| \| \| Total \| 4244 \| 2458 \| 854 \| 932 \| 9145 \| 4714 \| 102 Títulos \| \| Ver estadísticas completas \| \| \| \| \| \| \| \| Estadísticas actualizadas hasta el último partido jugado el 25 de mayo de 2025. Fuentes: Liga de Fútbol Profesional (LFP) - UEFA |      |      |      |      |      |      |                 |
| Competición | P.J. | P.G. | P.E. | P.P. | G.F. | G.C. | Mejor resultado |
| Campeonato de Liga de Primera División | 3047 | 1771 | 615  | 661  | 6528 | 3379 | Campeón         |
| Promoción de descenso | 1    | 1    | 0    | 0    | 5    | 1    | —               |
| Campeonato de España de Copa | 608  | 380  | 100  | 128  | 1494 | 678  | Campeón         |
| Copa Presidente FEF / Copa Eva Duarte / Supercopa de España | 58   | 22   | 9    | 27   | 91   | 103  | Campeón         |
| Copa de la Liga de España | 24   | 10   | 8    | 6    | 39   | 27   | Campeón         |
| |      |      |      |      |      |      |                 |
| Copa de Europa / Liga de Campeones de la UEFA | 363  | 212  | 79   | 72   | 700  | 331  | Campeón         |
| Copa Intercontinental / Mundial de Clubes | 9    | 7    | 0    | 2    | 24   | 5    | Campeón         |
| Copa de la UEFA / Liga Europa de la UEFA | 85   | 41   | 21   | 23   | 159  | 83   | Semifinales     |
| Supercopa de la UEFA | 14   | 6    | 4    | 4    | 17   | 17   | Campeón         |
| Recopa de la UEFA | 85   | 50   | 18   | 17   | 178  | 87   | Campeón         |
| Copa Latina | 4    | 4    | 0    | 0    | 12   | 3    | Campeón         |
| Copa de Ferias | 70   | 35   | 17   | 18   | 141  | 85   | Campeón         |
| Copa de campeones de Ferias | 1    | 1    | 0    | 0    | 2    | 1    | Campeón         |
| |      |      |      |      |      |      |                 |
| Total | 4244 | 2458 | 854  | 932  | 9145 | 4714 | 102 Títulos     |
| Ver estadísticas completas |      |      |      |      |      |      |                 |

Evolución
Nota: las temporadas 1936-37, 1937-38 y 1938-39 no fueron disputadas debido a la Guerra Civil.
■ 1.ª División

## Organigrama

### Jugadores

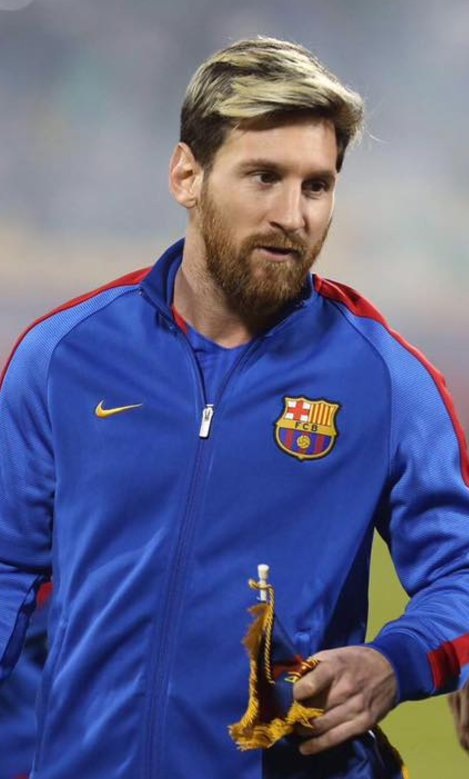
Lionel Messi, el jugador más determinante de la historia del club.

Más de un millar de futbolistas han vestido la camiseta del primer equipo del Fútbol Club Barcelona a lo largo de sus 125 años de historia. Los jugadores de origen extranjero (aunque algunos, nacionalizados españoles) han tenido siempre un gran peso en la historia del club, y han marcado las épocas más brillantes del conjunto catalán. Fundado por un grupo de extranjeros afincados en Barcelona, inicialmente el equipo estuvo formado por jugadores de origen mayoritariamente inglés, suizo y alemán. La mayoría de historiadores consideran que el húngaro Ladislao Kubala fue, en los años 1950, la primera gran figura de talla internacional que militó en el conjunto barcelonista. Sin embargo fue a partir de los años 1970 cuando el fútbol español regularizó la participación de jugadores extranjeros, y por ende cuando el club empezó a fichar a grandes figuras internacionales. El F. C. Barcelona ha contado desde entonces con diversos jugadores que, militando en el club azulgrana, han conquistado los trofeos individuales más prestigiosos del fútbol mundial.
Cinco jugadores del club fueron galardonados con el premio de Jugador Mundial de la FIFA que los acreditaba como los mejores balompedistas del mundo: Romário, Ronaldo, Rivaldo, Ronaldinho en dos ocasiones consecutivas, y Lionel Messi; y seis fueron premiados con el Balón de Oro que los acreditaba como los mejores jugadores del fútbol europeo: Luis Suárez, Johan Cruyff en tres ocasiones, Hristo Stoichkov, Rivaldo, Ronaldinho y Messi que hizo historia en el club al ser el primer canterano en conseguirlo. Hasta en veinte ocasiones, un jugador del club ha obtenido el Balón de Oro, Plata o Bronce, además de otras cuatro ocasiones en las que un jugador ha obtenido uno de estos galardones habiendo disputado la primera parte de ese año en el club azulgrana; Ronaldo en 1997 y siendo jugador del Inter de Milán, y Luís Figo en 2000 perteneciendo al Real Madrid. Además, el club ha contado con jugadores poseedores de otras grandes distinciones internacionales como Andrés Iniesta, Xavi Hernández, Michael Laudrup, Samuel Eto'o, Allan Simonsen, Hansi Krankl, Diego Maradona, Gary Lineker o Zlatan Ibrahimović entre otros.
Tras la fusión del Jugador Mundial de la FIFA con el Balón de Oro se creó el FIFA Balón de Oro, donde el club ha contado con nueve nominaciones (Neymar una vez, Andrés Iniesta y Xavi Hernández dos veces y Lionel Messi cuatro veces) y tres primeros puestos (todos de Lionel Messi, quien suma un total de siete, el jugador con más galardones del premio).
Los futbolistas que más partidos oficiales han disputado en el F. C. Barcelona son: Lionel Messi, Xavi Hernández, Sergio Busquets, Andrés Iniesta, Gerard Piqué y Carles Puyol. El argentino Lionel Messi con setecientos setenta y ocho es el integrante barcelonista con la mayor cantidad de partidos disputados.
Los jugadores que más tantos han marcado en competiciones oficiales son: Lionel Messi, César Rodríguez, Luis Suárez, Ladislao Kubala, y José Samitier. Destaca el argentino Lionel Messi como máximo goleador histórico con seiscientas setenta y dos anotaciones, y el futbolista que más títulos ha cosechado en su estancia en la entidad con treinta y cuatro.
El F. C. Barcelona ha sido históricamente, junto al Real Madrid, uno de los conjuntos que más ha contribuido a nutrir a la selección de España. El jugador del club con más partidos internacionales con la selección española fue el centrocampista Xavi Hernández, quien disputó ciento treinta y tres partidos hasta ser superado por Sergio Busquets, y junto a Lionel Messi, Andrés Iniesta, Gerard Piqué y Carles Puyol pertenecen al selectivo de futbolistas barcelonistas del «FIFA Century Club» por haber disputado con cien o más partidos con su selección nacional absoluta.
Nota: Activos en la Institución.
| 1.                 | Lionel Messi       | 672 goles          | 1.                 | Lionel Messi       | 778 partidos       | 1.                 | Miguel Bernardo / Lionel Messi                                                                 | 16 años            |
| 2.                 | César Rodríguez    | 230 goles          | 2.                 | Xavi Hernández     | 767 partidos       | 2.                 | Salvador Sadurní / Xavi Hernández / Andrés Iniesta / Gerard Piqué / Sergio Busquets            | 15 años            |
| 3.                 | Luis Suárez        | 198 goles          | 3.                 | Sergio Busquets    | 722 partidos       | 3.                 | Carles Rexach / Joan Segarra / Antoni Ramallets / Sígfrid Gracia / Josep Seguer / Carles Puyol | 14 años            |
| 4.                 | Ladislao Kubala    | 194 goles          | 4.                 | Andrés Iniesta     | 674 partidos       | 4.                 | Paulino Alcántara / Samitier / Calvet / Gonzalvo / César Rodríguez / Olivella / Alexanko       | 13 años            |
| 5.                 | José Samitier      | 184 goles          | 5.                 | Gerard Piqué       | 616 partidos       | 5.                 | Juan Velasco / Estanislao Basora / Joaquim Rifé                                                | 12 años            |
| Ver lista completa | Ver lista completa | Ver lista completa | Ver lista completa | Ver lista completa | Ver lista completa | Ver lista completa | Ver lista completa                                                                             | Ver lista completa |

### Plantilla 2025-26
- Como exigen las normas de la LFP, los jugadores de la primera plantilla deberán llevar los dorsales del 1 al 25. Del 26 en adelante serán jugadores del equipo filial, al que pertenecen a todos los efectos, y como tales, podrán compaginar partidos con el primer y segundo equipo, y hasta un máximo de diez, momento en el que automáticamente pasarán a disciplina exclusiva del primer equipo, no pudiendo participar más en el filial.
- Según normativa UEFA, cada club solo puede tener en plantilla un máximo de tres jugadores extracomunitarios, que ocupen plaza de extranjero, mientras que un canterano debe permanecer al menos tres años en edad formativa en el club (15-21 años) para ser considerado como tal.[222] La lista incluye sólo la nacionalidad deportiva cada jugador, algunos de los jugadores tienen nacionalidad de algún país de la UE:
  - Raphinha posee la doble nacionalidad brasileña e italiana.
  - Ronald Araújo posee la doble nacionalidad uruguaya y española.

### Transferencias 2025-26
| Altas       | Altas    | Altas       | Altas    | Altas       |
| Jugador     | Posición | Procedencia | Tipo     | Coste       |
| ----------- | -------- | ----------- | -------- | ----------- |
| Joan García | Portero  | Espanyol    | Traspaso | €25.000.000 |

| Bajas           | Bajas    | Bajas              | Bajas | Bajas |
| Jugador         | Posición | Destino            | Tipo  | Coste |
| --------------- | -------- | ------------------ | ----- | ----- |
| Clément Lenglet | Defensa  | Atlético de Madrid | Libre | €0    |

|  |

### Entrenadores
El F. C. Barcelona ha tenido, contando a su actual técnico, un total de 62 entrenadores de fútbol a lo largo de su historia. El primer entrenador que tuvo el club fue el inglés Billy Lambe, que dirigió al equipo de enero a septiembre de 1912, ejerciendo tanto de jugador como de entrenador. Anteriormente, el club no tenía entrenador. Era práctica habitual en los equipos de fútbol que, hasta principios de los años 1910, la plantilla fuese confeccionada por el presidente y la junta directiva, que decidían los fichajes, los traspasos y, en la mayoría de los casos, las alineaciones de los partidos. Los entrenamientos, que en aquella época eran pocos pues el fútbol no era profesional, solían autogestionarlos los propios jugadores.
Como Billy Lambe, la mayoría de entrenadores que ha tenido el F. C. Barcelona han sido extranjeros. De los 62 entrenadores del club, 29 han sido españoles (17 de ellos catalanes). En la mayoría de los casos, los entrenadores españoles han sido exjugadores del club que accedieron al cargo tras el cese del entrenador titular. Tan solo se han dado siete casos de entrenadores españoles que no hubiesen vestido previamente la camiseta del club como jugador: Enric Rabassa, Enrique Orizaola, Vicente Sasot, Laureano Ruiz, Luis Aragonés, Lorenzo Serra Ferrer y Quique Setién.
Las nacionalidades principales de los entrenadores no españoles han sido la inglesa (10), neerlandesa (5), argentina (4) y húngara (3). El club también ha contado con dos entrenadores alemanes, dos serbios, un austriaco, un eslovaco, un francés, un irlandés, un italiano y un uruguayo. Solo ha habido cinco entrenadores no europeos en la historia del club: cuatro argentinos (Helenio Herrera, Roque Olsen, César Luis Menotti y Gerardo Martino) y un uruguayo (Enrique Fernández).
El técnico que más años seguidos se mantuvo en el cargo fue el inglés Jack Greenwell, que dirigió al equipo en dos períodos distintos, entre 1913 y 1923, y entre 1931 y 1933. El segundo técnico más longevo en el cargo fue el neerlandés Johan Cruyff, que estuvo ocho años consecutivos, entre 1988 y 1996. Cruyff es, además, el entrenador que ha dirigido al club en más partidos con cuatrocientos treinta, el que más victorias cosechó con doscientas cincuenta, y con sus once trofeos obtenidos el segundo que más títulos ha conseguido después de Josep Guardiola; destaca también como el entrenador con la mayor racha ganadora de títulos de Liga en la historia de la entidad con cuatro entre 1991 y 1994, y el primero en ganar la Copa de Europa. El tercer entrenador en número de partidos dirigidos es el neerlandés Rinus Michels, que dirigió al equipo en trescientos sesenta y un encuentros repartidos en dos etapas: entre 1971 y 1975, y entre 1976 y 1978.
Otro destacado entrenador fue el neerlandés Frank Rijkaard, quien se desempeñó al frente del cargo desde junio de 2003 a mayo de 2008. Con un estilo ofensivo desempeñó una destacada labor, conquistando dos Ligas, dos Supercopas de España y la Liga de Campeones en la temporada 2005-2006, la segunda en toda la historia del club. El 8 de mayo de 2008, la directiva del equipo anunció la destitución del entrenador Frank Rijkaard una vez concluida la temporada, el 30 de junio, un año antes de la finalización de su contrato, siendo sustituido por el entrenador del equipo filial Josep Guardiola.
El día 5 de junio de 2008, Josep Guardiola fue presentado oficialmente como entrenador del F. C. Barcelona. Después de que el 8 de mayo de 2008 la junta directiva del club catalán anunciara que Guardiola tomaría las riendas del conjunto a partir del 30 de junio, Pep formalizó el acuerdo en las instalaciones del Barça el 5 de junio de 2008. Guardiola hizo historia al conseguir el «sextuplete» conquistando Copa, Liga, Liga de Campeones, Supercopa de España, Supercopa de Europa y Mundial de Clubes en su año de debut en el banquillo del equipo. También consiguió otros logros destacados, como encadenar tres ligas consecutivas (igualando a Johan Cruyff) y ganar la cuarta Copa de Europa. Más aún, con catorce títulos es el entrenador más laureado de la historia del club.
El 27 de abril de 2012 se anuncia que Tito Vilanova sería el sustituto de Guardiola al frente del primer equipo la próxima temporada, este logra mantener el ritmo logrando grandes resultados especialmente en Liga, llegando a conseguir la mejor primera vuelta de la historia. Pero en diciembre sufre una recaída de su cáncer a la glándula parótida, separándolo del banquillo por 4 meses. Ya en su regreso, la temporada continua por buen camino, pero termina siendo eliminado de la Copa del Rey y la Liga de Campeones en semifinales. En cambio, se proclaman campeones de Liga con 100 puntos y 115 tantos, todo un récord. El 19 de julio de 2013 se anuncia la propia dimisión de Vilanova, tras nuevamente recaer de su enfermedad. Cuatro días después, se confirmó que Gerardo Martino sería el nuevo entrenador, firmando por 2 temporadas. El 25 de abril de 2014 el exentrenador del club Tito Vilanova, fallece debido a su cancér en la ciudad de Barcelona. Tras apenas una temporada en el club, Martino abandona la entidad luego de conseguir solo un título, la Supercopa de España.
El 19 de mayo de 2014 asume como nuevo entrenador Luis Enrique con un contrato hasta el año 2016, que a su finalización se prorrogó una temporada más, habiendo ganado 9 títulos incluyendo un triplete, un quintuplete y un doblete, para luego ser relevado por Ernesto Valverde, quien hasta su destitución en enero de 2020 y su sustitución por Quique Setién había conseguido dos Ligas, una Copa del Rey y una Supercopa de España. Setién obtuvo 16 victorias, cuatro empates y cinco derrotas en los siete meses en los que dirigió al equipo, siendo sustituido el 19 de agosto de 2020 por el neerlandés Ronald Koeman.

### Presidencia

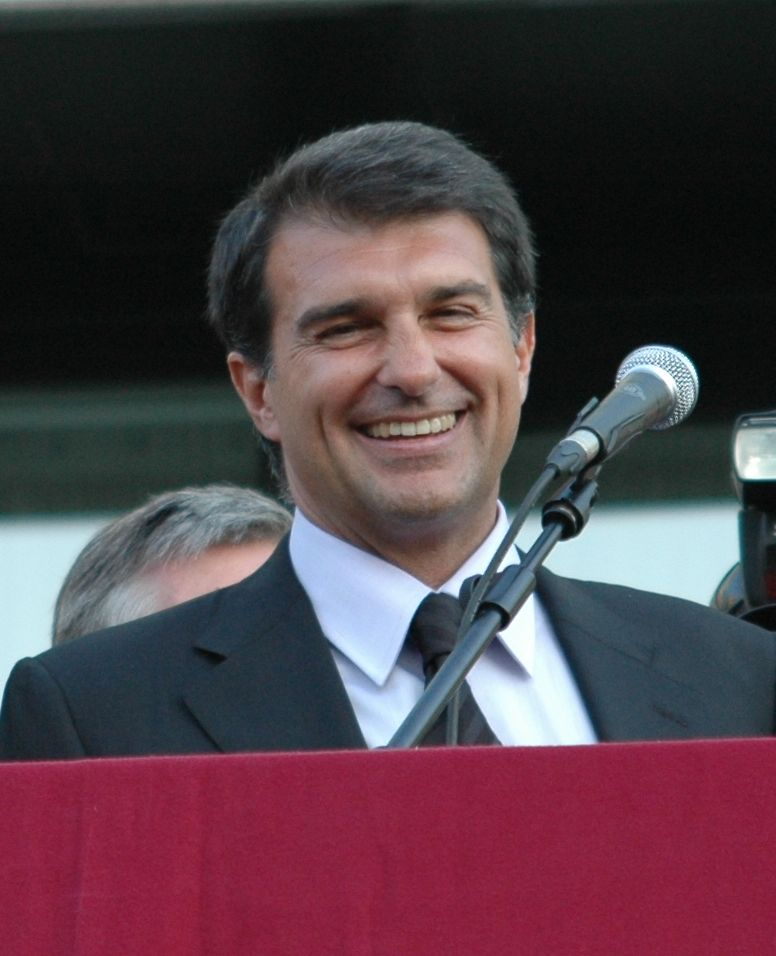
Joan Laporta, último presidente electo del F. C. Barcelona.

El Fútbol Club Barcelona ha tenido, contando al actual, 41 presidentes a lo largo de su historia. Además, el club ha sido dirigido por un comité de empleados, que gestionó el club durante la guerra civil, y varias comisiones gestoras. En la asamblea de constitución del club se eligió como primer presidente al suizo Walter Wild, que había ayudado estrechamente a su amigo y compatriota Hans Gamper en el proceso fundacional. Gamper, sin embargo, fue posteriormente presidente hasta en cinco etapas diferentes. El presidente con un mandato de mayor duración en la historia del club fue José Luis Núñez, que ostentó el cargo durante 22 años, entre 1978 y 2000.
La presidencia del F. C. Barcelona es elegida por sus socios, mediante comicios por sufragio universal, celebrados cada cuatro temporadas, en la que tienen derecho a elegir y a ser elegidos todos los socios y socias del club mayores de 18 años, con un año de antigüedad como socios del club.
El presidente escoge a los miembros de su Junta Directiva, que son ratificados por una asamblea de socios compromisarios: 300 socios mayores de 18 años elegidos por sorteo y que, durante un período de dos años, participan en las asambleas anuales de socios, con voz y voto, en representación de todos los socios del club.
El actual presidente del F. C. Barcelona es Joan Laporta, quien ejerce el cargo en su segundo mandato (el primero sucedió entre 2003 y 2010) desde el 17 de marzo de 2021, 10 días después de vencer a otros 2 candidatos en las elecciones presidenciales. Sucedió a Josep Maria Bartomeu, un empresario que fue vicepresidente de la junta directiva de Sandro Rosell y que accedió a la presidencia tras la renuncia de Rosell en enero de 2014.
El 26 de marzo de 2010, Johan Cruyff fue designado por unanimidad de la Junta Directiva del F. C. Barcelona como Presidente de Honor del Club, tratándose este título como «rango protocolario», nombramiento que está de acuerdo, según la noticia de la web del club, con el artículo 16 de los Estatutos del F. C. Barcelona. El 2 de julio de 2010, Johan Cruyff devuelve la insignia que le distinguía como presidente de honor del F. C. Barcelona. Según Sandro Rosell la figura de Presidente de Honor, es alegal, ya que no existe y se deberá esperar a la Asamblea de Socios Compromisarios para someter a debate la creación de un cambio estatutario que contemple esta figura y la decisión, si es aprobada, de quien debe ser escogido para el cargo.

## Secciones deportivas
El fútbol, motivo de la fundación del club, sigue siendo el deporte principal del F. C. Barcelona, y la actividad que acapara más del setenta y cinco por ciento del presupuesto de la entidad.
El primer equipo de fútbol juega en la Primera División de España, y es uno de los tres equipos que siempre han competido en esta categoría desde la primera edición de La Liga, en 1929. Los otros dos equipos que ostentan este honor son el Athletic Club y el Real Madrid. El Barcelona ha ganado el campeonato de Liga en un total de veintiocho ocasiones, la última en la temporada 2024-25.
En la temporada 2009-10, el equipo finalizó en Liga en el primer puesto, lo que le permitió clasificarse directamente para jugar la próxima temporada en la Liga de Campeones de la UEFA. El Barcelona ha conseguido imponerse en este trofeo en cinco ocasiones, en los años 1992, 2006, 2009, 2011 y 2015. Además, el Barça es el único equipo en la historia en conseguir el triplete en 2 ocasiones: ganar la Liga, Copa del Rey y Copa de Europa en un mismo año.
El Fútbol Club Barcelona ostenta la marca de ser el único equipo de fútbol europeo que ha participado de forma ininterrumpida en las competiciones continentales desde su creación en 1955. También es el equipo con más títulos en la extinta Recopa de Europa con cuatro títulos y el que posee más triunfos en la Copa de España en sus distintas denominaciones con treinta y dos conquistas.
La entidad cuenta con una importante cantera de jugadores, desde la categoría de alevines. El filial del primer equipo de fútbol es el Barcelona "B", que milita en la Segunda División de España.
Además de su sección principal, la de fútbol, el club cuenta con otras cuatro secciones profesionales: las de baloncesto, balonmano, hockey sobre patines y fútbol sala. Entre las cinco secciones profesionales, el F. C. Barcelona suma cuarenta y cinco Ligas de Campeones (o Euroligas en el caso del baloncesto) lo cual le convierte en el segundo club polideportivo más laureado de Europa y, junto a Dinamo de Moscú y CSKA de Moscú, el único que ha conseguido el máximo título continental en cinco deportes diferentes.
Uno de los datos relevantes del club fue la consecución de la Liga de Campeones consecutivamente durante diecisiete años, desde la temporada 1995-96 hasta la 2011-12 con alguna de sus secciones profesionales, además ha ganado un «triplete» europeo con las secciones de fútbol, balonmano y hockey patines en la temporada 2014-15 y seis «dobletes» europeos con las secciones de balonmano y hockey patines en las temporadas 1996-97, 1999-2000 y 2004-05 con las secciones de Baloncesto y Hockey Patines en la temporada 2009-10, con las secciones de fútbol y balonmano en la temporada 2010-11 y con las secciones de fútbol sala y hockey patines en la temporada 2013-14. Destaca también el hecho que desde la temporada 1988-89 que se inicia con la victoria del equipo de balompié, en la final de la Recopa de Europa en Berna contra la Sampdoria hasta la 2011-12, cada temporada durante 24 años, alguno de los deportes del club levantó algún título europeo. En cuanto a temporadas se refiere, en el cómputo global de títulos conseguidos por todas las secciones sin contar los regionales, la temporada 2011-12 fue la más exitosa del club, ya que logró la conquista de diecisiete campeonatos (marca histórica para la entidad), seguido de la temporada 2010-11 con 14 y la 2009-10 con 13.
Además de estas cinco secciones profesionales, el club cuenta con secciones amateurs en otras disciplinas deportivas: hockey sobre hierba masculino y femenino, atletismo masculino y femenino, patinaje masculino y femenino, hockey sobre hielo, voleibol masculino y femenino, rugby, fútbol playa, fútbol indoor, fútbol femenino y baloncesto en silla de ruedas.
El Barcelona organiza, desde 1966, un torneo de fútbol amistoso anual, el Trofeo Joan Gamper (llamado en ese momento «Trofeo Juan Gamper»), que se disputa habitualmente en el mes de agosto como parte de la pretemporada.
El Fútbol Club Barcelona es una institución polideportiva que, además de equipos de balompié, cuenta con equipos en doce disciplinas deportivas más. Estas disciplinas se estructuran como secciones deportivas dentro del club. El F. C. Barcelona distingue, desde un punto de vista estructural, entre las secciones masculinas profesionales, las masculinas no profesionales y las secciones femeninas.
Desde José Samitier a Neymar son 62 las medallas olímpicas (11 de oro, 23 de plata y 28 de bronce) que han conseguido deportistas de la entidad con contrato en vigor.

### Secciones masculinas profesionales

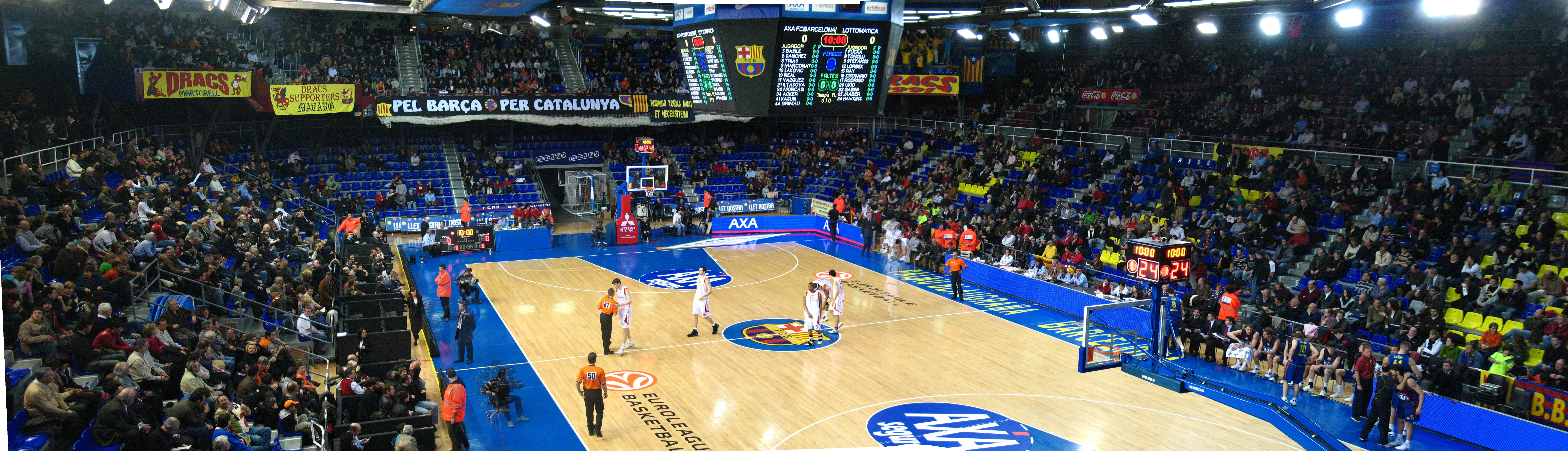
Aspecto del Palau Blaugrana durante la disputa del encuentro de baloncesto que enfrentó al F. C. Barcelona y la Lottomatica Roma de Euroliga en febrero de 2008.

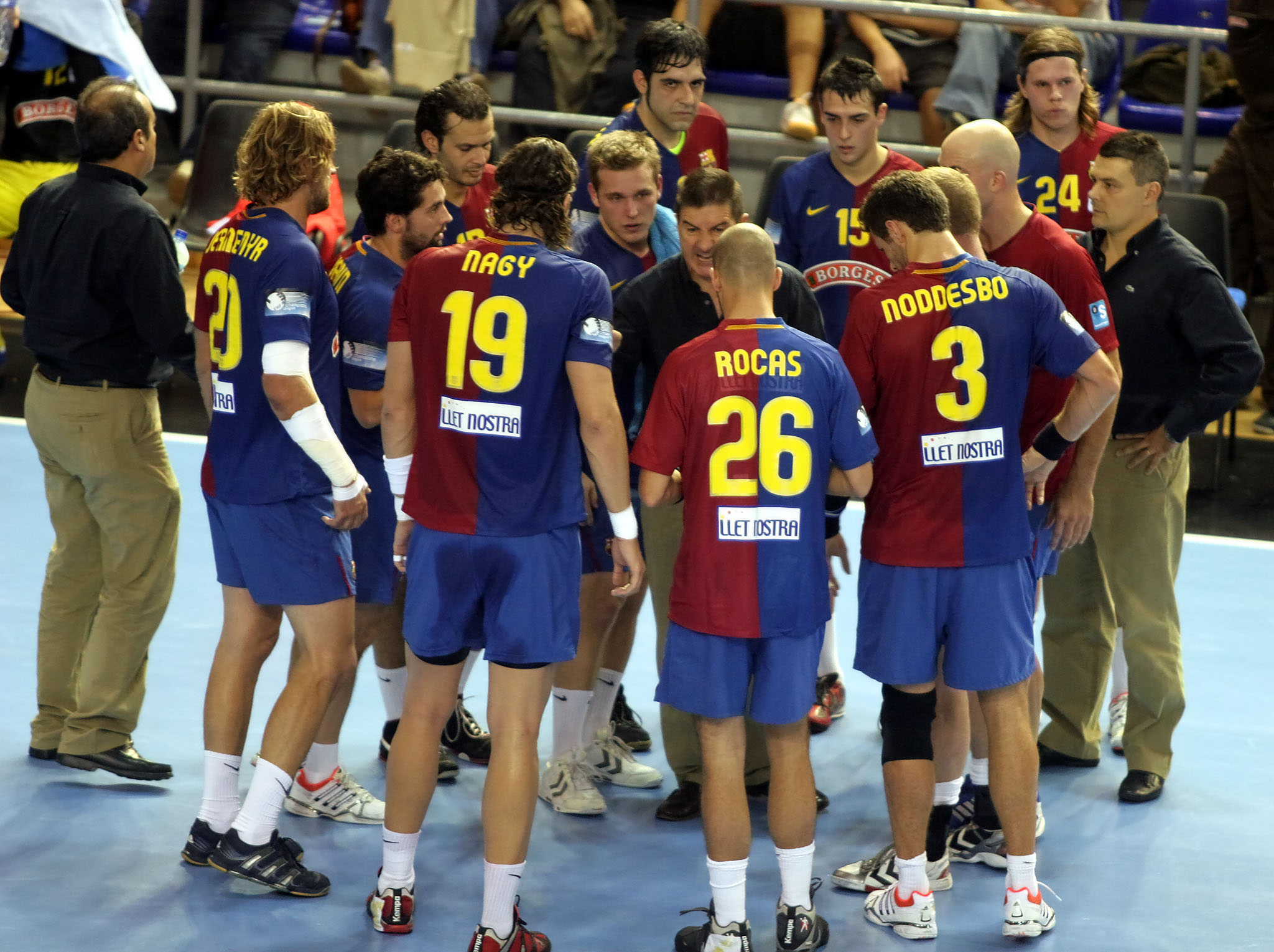
Jugadores del F. C. Barcelona durante un partido de la Copa de Europa de balonmano en el Palau Blaugrana en octubre de 2008.

Las secciones profesionales son cuatro, las de baloncesto, balonmano, hockey sobre patines y fútbol sala. Son las cuatro secciones más profesionalizadas y prestigiosas, que participan en las competiciones de mayor categoría de sus respectivas disciplinas en España. Además, los equipos masculinos de estas cuatro secciones forman parte de la élite de los mejores clubes de Europa, por la cantidad de títulos de carácter continental que han conseguido. Entre estas cuatro secciones el F. C. Barcelona suma 40 Copas de Europa. Los equipos de estas tres secciones tienen su sede y disputan sus encuentros en el Palau Blaugrana, pabellón polideportivo anejo al Camp Nou con capacidad para 7585 espectadores.
El F. C. Barcelona de baloncesto (sección creada en 1926) es el segundo equipo de España en baloncesto en número de títulos conseguidos, y uno de los de mayor prestigio de Europa. La sección de baloncesto vivió sus mejores años en las décadas de 1980 y 1990, en las que consiguió diversos títulos españoles y europeos. Su título más preciado, sin embargo, la Euroliga (o Copa de Europa), no lo consiguió hasta la temporada 2002-2003, cuando ganó la fase final celebrada en la propia ciudad de Barcelona. El secretario técnico (general mánager) actual de la sección de baloncesto es Juan Carlos Navarro, y el entrenador del equipo es Šarūnas Jasikevičius.

La sección de balonmano fue fundada en 1942, y es la que más títulos ha dado a la entidad. El equipo de balonmano del Barça es el conjunto que acumula más títulos de España y Europa, con 12 Copas de Europa. En 2022 volvió a coronarse como el mejor equipo europeo al conquistar su undécima Copa de Europa. El secretario técnico actual de la sección de balonmano es Enric Masip, y el entrenador del equipo es Xavier Pascual.
La sección de hockey sobre Patines del F. C. Barcelona también fue creada en 1942, y está considerada uno de los mejores clubs del mundo de hockey sobre patines. Es el más laureado de Europa, acumulando 22 Copas de Europa.
La sección de fútbol sala es considerada profesional desde el regreso del equipo a la División de Honor de la LNFS. En la temporada 2010/2011 obtuvo su primer título profesional: la Copa de España.

### Secciones masculinas no profesionales

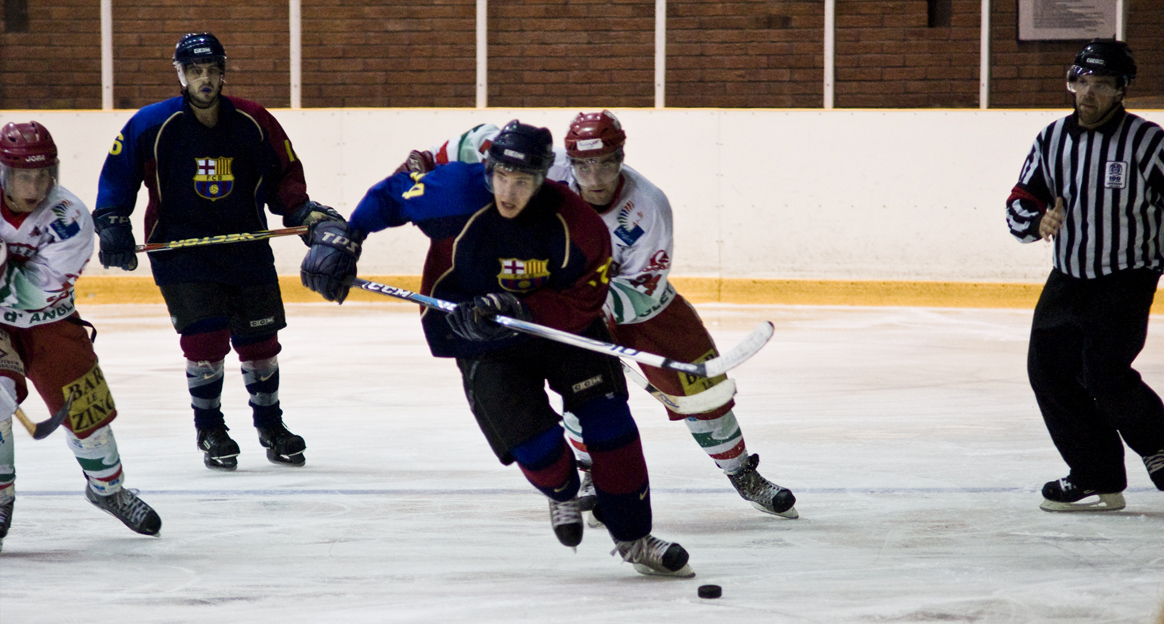
Equipo de hockey del F. C. Barcelona durante un partido contra HC Anglet Hormadi en el Palau de Gel.

Además de las secciones masculinas profesionales, el club cuenta con secciones amateurs en otras ocho disciplinas deportivas: atletismo, patinaje, hockey sobre hielo, voleibol, hockey hierba, baloncesto en silla de ruedas, rugby y fútbol playa. El director de las secciones no profesionales del club es el exjugador argentino de hockey sobre patines Gaby Cairo.
La sección de atletismo del club fue la segunda en crearse (tras la de fútbol). Fue formada oficialmente en 1915, aunque en el año 1911 con motivo del cierre de temporada futbolística se celebra un festival atlético y las crónicas cuentan que en el club ya se practicaba el atletismo desde el año 1900. El equipo masculino de atletismo del F. C. Barcelona ha sido considerado siempre uno de los mejores de España como atestiguan los numerosos títulos conseguidos, tanto en competiciones nacionales como internacionales. En su palmarés destacan más de 30 campeonatos de España por clubs en diferentes modalidades. El equipo ha contado históricamente con algunos de los mejores atletas de España, como los medallistas olímpicos José Manuel Abascal y Javier García Chico (antes de ganar medalla en los Juegos), y campeones de España como Antonio Corgos, Javier Moracho, Colomán Trabado o Gregorio Rojo que después siguió haciendo su labor como entrenador en esta sección y llegó a ser considerado uno de los mejores entrenadores de atletismo de España.
La sección rugby del F. C. Barcelona es una de las más antiguas del club: fue creada en 1924. Tiene su campo de juego en la Ciudad deportiva del F. C. Barcelona. El equipo sénior A empezó a competir en la temporada 2006/2007 en la División de Honor española, tras la llegada a un acuerdo y fusión con el USAP Barcelona, ocupando la plaza que este equipo tenía en la máxima categoría del rugby español, volviendo así, tras muchos años a la categoría. Se trata de uno de los clubes más laureados de España gracias a los títulos conquistados entre los años 1940 y 1960. Entre los títulos ganados por la sección de rugby destacan 16 campeonatos de España, 2 Ligas españolas y 1 Supercopa de España.
Otras secciones no profesionales del club son:
- Baloncesto en silla de ruedas: F. C. Barcelona-Institut Guttman.
- Hockey sobre hielo: Creada en 1972. Pabellón de juego: Palau de Gel.
- Hockey hierba: Creada en la temporada 1923-1924.[263] El primer equipo compite en la División de Honor A.
- Patinaje artístico sobre hielo. Creada el 25 de enero de 1972.
- Voleibol. Creada en 1970.
- Fútbol Playa. Creada en marzo de 2011.

### Secciones femeninas
El F. C. Barcelona ha estado potenciando en los últimos años sus secciones femeninas, dada la creciente participación de las mujeres en el deporte, y la profesionalización de las estructuras competitivas. Las secciones femeninas del club son las de fútbol, baloncesto, atletismo, patinaje artístico, voleibol y hockey hierba.

#### Fútbol femenino
La sección de fútbol femenino milita en la máxima categoría, la Primera División. En su palmarés figuran diez Ligas, once Copas de la Reina, cinco Supercopa de España, tres Liga de Campeones de la UEFA y diez Copas de Cataluña.
El primer partido de balompié femenino que jugó un equipo del F.C. Barcelona fue el día de Navidad de 1970 con motivo de un festival benéfico. El encuentro enfrentó en el Camp Nou a las jugadoras azulgranas, entrenadas por Antoni Ramallets, contra la UE Centelles. Posteriormente participó en el primer campeonato oficioso de Cataluña de fútbol femenino, celebrado en la temporada 1971-72.
Durante los años 80 y los años 90 la entidad participó bajo el nombre de Club Femení Barcelona, y utilizó los colores, distintivos e instalaciones del Club. Durante aquellos años obtuvo sus mayores éxitos en la competición de la Copa de la Reina al alcanzar un subcampeonato (1991) y un campeonato (1994).
En 2001 el FC Barcelona incorporó definitivamente el balompié femenino como sección oficial y continuó compitiendo en la segunda categoría, la Primera Nacional de Fútbol Femenino. En la temporada 2003-04 superó la promoción de ascenso y ascendió a la Superliga, pero aquello no se tradujo en su consolidación. En la temporada 2006-07, el equipo perdió la categoría e incluso se llegaba a plantear su desaparición.
Con la llegada al banquillo de Xavi Llorens en la temporada 2007-08 el equipo retornó a la Superliga. Desde 2010 la sección ha encadenado un éxito tras otro logrando cuatro Ligas consecutivas (2011-12, 2012-13, 2013-14 y 2014-15), cuatro Copas de la Reina (2011, 2013, 2014 y 2017) y siete Copas de Cataluña (2009, 2010, 2011, 2012, 2014, 2015 y 2016).
En 2021 y 2022 Alexia Putellas fue galardonada con el Balón de Oro, la primera jugadora española en lograrlo.[cita requerida]

#### Baloncesto femenino
El equipo de baloncesto femenino era denominado UB-Barça, ya que era el resultado de la asociación entre el F. C. Barcelona y el equipo de baloncesto de la Universidad de Barcelona. Competía en la Liga española de baloncesto femenino, que conquistó en dos ocasiones. El equipo desapareció en 2007, por las deudas económicas del club asociado al Barça.
Posteriormente, el club creó una sección oficial, completamente integrada en el mismo. Actualmente compite en 1.ª Catalana.[cita requerida]

#### Atletismo femenino
El equipo de atletismo femenino del F. C. Barcelona compite en la División de Honor, la máxima categoría del atletismo español. Han representado al equipo las atletas internacionales españolas Montse Mas, especialista en 800 metros lisos, Rosa Morató, campeona de Europa de cross en el año 2005, o la marchadora María Vasco, medalla de bronce en los Juegos Olímpicos de Sídney 2000.

#### Patinaje femenino
El equipo femenino de patinaje artístico fue fundado, como el masculino, el 25 de enero de 1972,[cita requerida] coincidiendo con la inauguración del Palau de Gel, la pista de hielo del club, aneja al Palau Blaugrana, y que es sede del equipo. El equipo ha dado numerosos éxitos al club, entre los que destacan 10 títulos del Campeonato de España de clubes. Una de las máximas figuras de la sección fue Marta Andrade, considerada la mayor figura de la historia del patinaje artístico español, y que fue finalista en los Juegos Olímpicos de Invierno de Lillehammer y Nagano.

#### Voleibol femenino
El equipo femenino de voleibol compite con el nombre CVB Barça y milita en la división de plata del voleibol español, Superliga 2.[cita requerida]

#### Hockey hierba femenino
El equipo femenino de hockey hierba compite en la división de plata nacional, conocida como Primera División Femenina.

### FC Barcelona Legends
Hasta el año 2011, los exjugadores del Barça aprovechaban las instalaciones del Miniestadi para entrenar un par de veces por semana. En dicho año, el ministro de Deportes de Omán, con el objetivo de la promoción del turismo deportivo en el destino, intento realizar un clásico entre FC Barcelona y el Real Madrid. Ante distintas constricciones de realizar el partido con los jugadores en activo, se produjo el primer clásico español fuera de España, y el primer clásico entre veteranos leyendas de fútbol 11. Esto, gracias al apoyo del empresario tinerfeño, y exjugador de las categorías inferiores blaugranas, Rayco García. Dicho partido fue la primera piedra en la creación del departamento de Leyendas del FC Barcelona, el cual se oficializó en 2016, y es gestionado directamente por el club.
A través de la organización de distintas experiencias deportivas, alrededor del mundo, y, ya sea con formatos de 3x3, 5, 6, 7 u 11 jugadores, el exjugador Albert "Chapi" Ferrer, es el encargado de configurar los equipos que participan en cada actividad.
El FC Barcelona Legends ha participado en partidos de exhibición en países como: Colombia, Marruecos, Brasil, y muchos más; exportando los valores deportivos del FC Barcelona. Desde 2016, el FC Barcelona Legends cuenta con más de 80 exjugadores profesionales del FC Barcelona, y su plantilla incluye jugadores de la talla de: Patrick Kluivert, Carles Puyol, Dani Alves, Andrés Iniesta, Hristo Stoichkov, Guillermo Amor, Rivaldo, Ronaldinho, entre otros.
El 28 de marzo de 2020 se jugaría un amistoso en Anfield Road, entre FC Barcelona Legends y Liverpool FC Legends, a beneficio de la Fundación del Liverpool F.C., o L.F.C.Foundation. Dicho partido quedó aplazado debido a la pandemia provocada por la COVID-19.

### Secciones desaparecidas
Además de todas las secciones mencionadas, el Fútbol Club Barcelona ha tenido equipos en hasta ocho disciplinas deportivas más a lo largo de su historia. Son secciones que, por una u otra razón, se disolvieron. Entre 1924 y 8 el club tuvo un equipo de lucha greco-romana cuya figura era el campeón olímpico Emili Ardèvol. Otro de los grandes deportistas españoles que perteneció a la disciplina del club fue Joaquín Blume, miembro de la sección de gimnasia a quien la entidad tuvo entre 1957 y 1976.
El Barça también tuvo secciones de tenis (1926-1936), natación (1942), patinaje artístico sobre ruedas (1952-1956) y judo (1961-1976).
Otras secciones que han desaparecido han sido la de fútbol americano, que formó parte del club entre los años 2001 y 2003, tras la desaparición del Barcelona Dragons, equipo que compitió en la división europea de la NFL (National Football League), y la de ciclismo que, después de reaparecer en 2004 bajo la dirección de Melchor Mauri, volvió a extinguirse a finales de 2006 ante la falta de acuerdo en la forma de dirigir este deporte por las diversas federaciones internacionales.
En 1941 la entidad creó una sección de béisbol que, pese a ser una de las menos conocidas del club, nunca había dejado de existir. La sección contaba con equipos masculinos en todas las categorías, desde alevines hasta sénior, que tenían su terreno de juego en el Estadio Pérez de Rozas, situado en la montaña de Montjuïc de Barcelona. El equipo sénior ganó la Liga española de Béisbol en cuatro ocasiones en los años 1946, 1947, 1956 y 2011 competía en la máxima categoría del béisbol español, la División de Honor cuando se anunció su disolución en junio de 2011.

## Área social y dimensión sociocultural
El F. C. Barcelona aglutina a socios y aficionados de todas las ideologías políticas, creencias religiosas y procedencias geográficas. El club ha logrado integrar de forma estratégica cuestiones políticas, religiosas, culturales y sociales, que van enmarcadas dentro del ámbito deportivo, esto permite que los socios y los aficionados respondan a todos los eventos sociales del club, también que tengan mayor participación en actividades administrativas y se fortalezcan los vínculos entre las peñas.
El club, considerado como la entidad social más conocida de Cataluña en el exterior, ha cumplido a lo largo de su historia, para muchos aficionados, una función representativa de defensa de los valores catalanistas, que el club ha defendido públicamente en múltiples ocasiones, como apunta el periodista inglés Jimmy Burns en su libro Barça, la pasión de un pueblo. El club siempre se ha significado por actividades y gestos en defensa de la cultura y la lengua catalana, la cual ha sido la lengua oficial de todos los documentos del club, salvo en los años de dictadura franquista. Excepto en ese mismo período, el capitán del equipo siempre ha lucido igualmente la bandera catalana como brazalete distintivo. El club, además, también se ha manifestado formal y públicamente en apoyo de las reivindicaciones de mayor autonomía para Cataluña y firmó manifiestos de apoyo a los estatutos de autonomía tanto en 1932 como en 1979 y 2006.
No obstante el club condecoró tres veces a Francisco Franco.

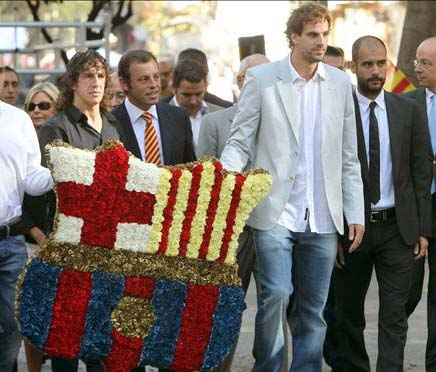
Jugadores, técnicos y la directiva, entregan la ofrenda del club en el Día de Cataluña.

Esa trayectoria de defensa de los valores catalanes fue reconocida el 21 de diciembre de 1992 cuando la Generalidad de Cataluña, presidida por Jordi Pujol, le otorgó el Premio Creu de Sant Jordi, la máxima distinción que otorga el gobierno de Cataluña.
Algunos historiadores y ensayistas, como Manuel Vázquez Montalbán, llegaron a apuntar que, para muchos catalanes, el F. C. Barcelona cumple en Cataluña el papel sustitutorio de la selección catalana en el concierto internacional, a pesar de la larga tradición de deportistas españoles de origen no catalán y de extranjeros que ha tenido el club. Estos ensayistas apuntan que ese es uno de los motivos por los que el club barcelonista cuenta con equipos en tantas disciplinas deportivas diferentes como el baloncesto, balonmano, hockey sobre patines, atletismo, voleibol, etcétera.
En esa línea, cabe anotar que el F. C. Barcelona se ha manifestado públicamente en favor del reconocimiento internacional de las selecciones deportivas catalanas. En los últimos años no solo ha promovido la organización de partidos amistosos entre la selección de Cataluña y otras selecciones internacionales como Brasil o Argentina, sino que ha cedido gratuitamente sus
instalaciones como sede de los encuentros y ha prestado a todos sus deportistas. Además, el club ha firmado manifiestos públicos en favor de la causa. Durante la presidencia de Joan Laporta, él mismo y algún jugador como Oleguer participaron en una campaña publicitaria de la Plataforma Pro-Selecciones Catalanas que, bajo el eslogan «una nación, una selección», ocupó espacios publicitarios en una gran cantidad de medios de comunicación escritos y audiovisuales de Cataluña.
A pesar de su vinculación con ideas catalanistas, el club ha contado siempre con gran cantidad de aficionados e incluso socios en toda España, atraídos por los valores deportivos del club,[cita requerida] los cuales detalla el propio club. Algunos historiadores,[¿quién?] sin embargo, han apuntado que, además de la admiración por los valores deportivos, muchos aficionados españoles simpatizaban con el Barcelona al ver en el club catalán la alternativa al «centralismo político» con el que identificaban al Real Madrid,[cita requerida] especialmente durante los años de la dictadura franquista, fundamento equivocado, ya que repercutió en todos los clubes del país. Fue en aquellos años cuando se acuñó la frase de que el F. C. Barcelona era més que un club (más que un club), que se convirtió en el eslogan más conocido de la entidad.
Por otra parte, y como han apuntado diversos historiadores, el club también aglutinó, especialmente durante sus primeras décadas de vida, a los simpatizantes del republicanismo. Desde principios del siglo xx diferentes hechos apuntan la complicidad de los dirigentes del club con los ideales republicanos.

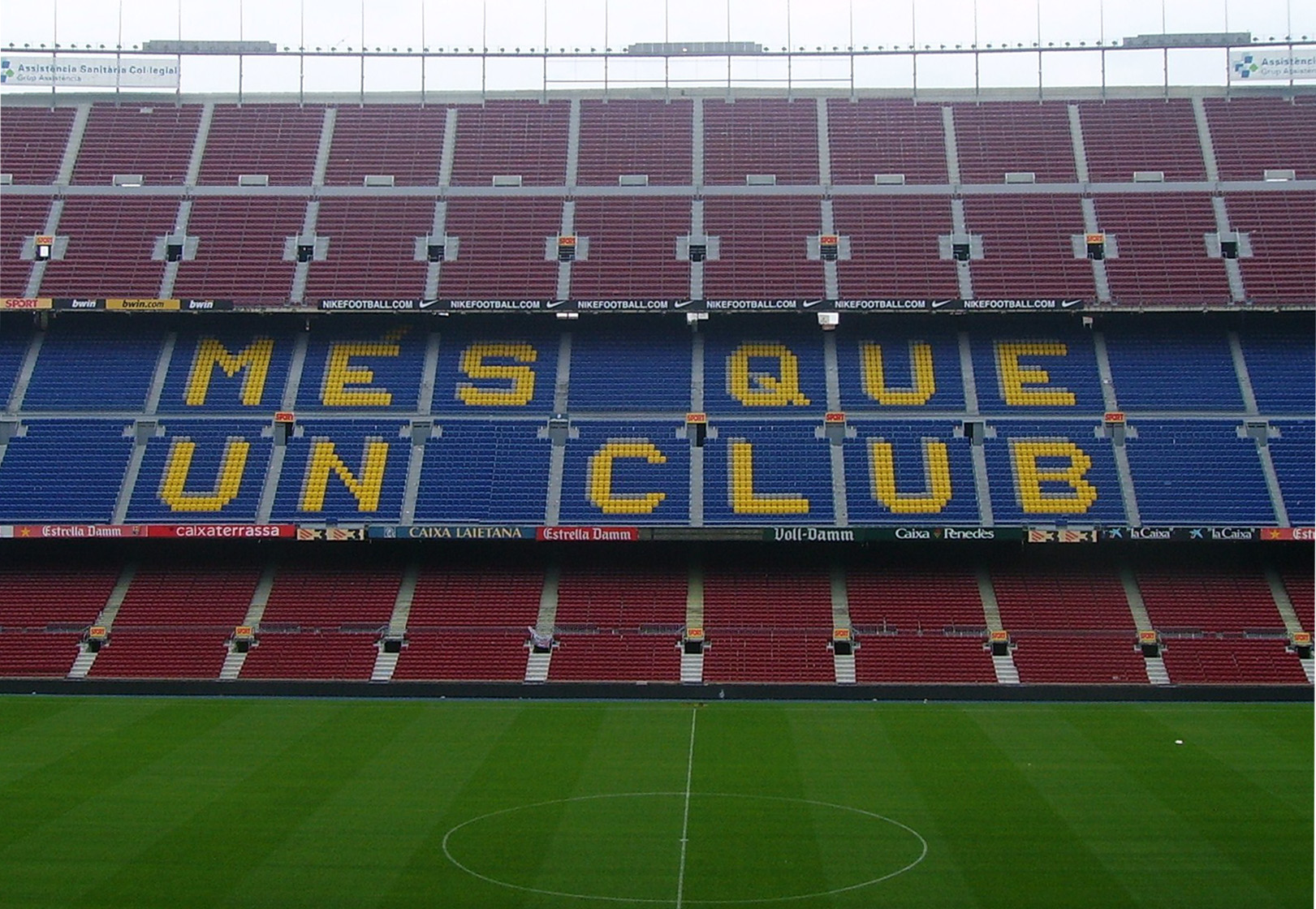
El lema del club en las gradas del Camp Nou.

El momento de mayor distanciamiento entre el club y la monarquía española tuvo lugar bajo el reinado de Alfonso XIII y durante la dictadura de Primo de Rivera. En el estadio de Las Corts, los aficionados del Barcelona habían manifestado críticas a la dictadura y exhibido algunas pancartas contra el régimen. Finalmente, el 14 de junio de 1925 los 14 000 aficionados del estadio abuchearon la «Marcha Real», interpretada por una banda de música. Días más tarde, el capitán general y gobernador civil de Barcelona Joaquín Milans del Bosch dictó una orden que clausuró el estadio durante seis meses y obligó a dimitir a Hans Gamper como presidente del club y a exiliarse a Suiza durante una temporada. La orden de clausura del estadio justificaba la medida indicando que «en la citada sociedad hay personas que comulgan con ideas contrarias al bien de la Patria», como recoge el historiador Jaume Sobrequés en su obra F. C. Barcelona, Cien años de historia. Fue la sanción más dura que ha recibido el club en toda su historia. Como señala el propio Sobrequés, el punto culminante del compromiso del club con los principios republicanos tuvo lugar a partir de 1931, cuando se proclamó la Segunda República Española y, sobre todo, a partir del inicio de la guerra civil española cuando, en 1936, el F. C. Barcelona se convirtió voluntariamente en «Entidad al servicio del gobierno legítimo de la República».
Tras el restablecimiento de la democracia en España en 1977, el club ha ido perdiendo esa connotación política. Normalizó sus relaciones con la Corona española y en diversas ocasiones expediciones formadas por dirigentes y deportistas del club han ofrecido sus trofeos en el Palacio de la Zarzuela. El noviazgo y posterior matrimonio de la Infanta Cristina con el jugador de balonmano del F. C. Barcelona Iñaki Urdangarín hizo frecuente a finales de los años 1990 y principios de los años 2000 la presencia de miembros de la familia real española en el Palau Blaugrana, incluido el Rey Juan Carlos I. El último gesto de complicidad entre el club y la Casa Real tuvo lugar el 17 de mayo de 2006, con motivo de la final de la Liga de Campeones de la UEFA 2005-06, cuando los Reyes acudieron a París para mostrar su apoyo al conjunto azulgrana y, concluido el encuentro, bajaron al césped a felicitar a los jugadores del equipo junto al presidente del gobierno español José Luis Rodríguez Zapatero, declarado seguidor del conjunto barcelonista, y el presidente de la Generalidad de Cataluña Pasqual Maragall.
En el terreno religioso, y pese a que el fundador del club, Hans Gamper y sus primeros dirigentes eran protestantes, el club adquirió a partir de los años 1940, tras la guerra civil española, un carácter marcadamente católico. Fueron habituales las ofrendas del club al Monasterio de Montserrat, e incluso el estadio del Camp Nou cuenta con una capilla junto a los vestuarios, con una reproducción de la Virgen de Montserrat. En 1982, el papa Juan Pablo II recibió el carné de socio número 108 000 del club, con motivo de una misa multitudinaria que ofició en el Camp Nou.
En los últimos tiempos el club se ha significado por sus gestos solidarios. A principio de los años 1980 ya organizó un partido amistoso en beneficio de Unicef, en el que el Barça se enfrentó en el Camp Nou al equipo Human Stars, una selección de los mejores balompedistas del mundo. A mediados de los años 90 volvió a repetirse la experiencia. También en esa década el club se implicó en la lucha contra la droga, organizando diversos partidos en colaboración con la Fundación de Ayuda contra la Droga, cuyos beneficios se destinaron al Proyecto Hombre.
Con la llegada de Joan Laporta a la presidencia, el club manifestó su intención de incrementar su implicación en causas sociales, expresando el deseo de que el club sea reconocido mundialmente por su talante solidario. En ese sentido, a finales del año 2005, el F. C. Barcelona organizó un partido amistoso en el Camp Nou ante una selección conjunta de jugadores israelíes y palestinos, que por primera vez compartieron equipo.
El club destina el 0,7 % del presupuesto anual a la Fundación Fútbol Club Barcelona, encaminada a proyectos humanitarios. A partir de 2006, el club se comprometió a realizar una donación no inferior a 1,5 millones de euros a Unicef, para que esta lo destine a mejorar las condiciones de vida de los niños de todo el mundo. El primer proyecto conjunto de ambos organismos estuvo destinado a los niños víctimas del sida en Suazilandia. Además, puso el nombre de la organización en el espacio central de su primer equipaje, siendo la primera vez que lucía publicidad en las camisetas del equipo de fútbol.
El 13 de diciembre de 2008, coincidiendo con la disputa del clásico, el club inició la emisión de su canal de televisión Barça TV de manera gratuita en TDT para toda Cataluña fruto de un acuerdo con el Grupo Godó. El canal temático del club se creó hace casi una década y continúa sus emisiones en la modalidad de pago para el resto de España.
El club también está presente en las redes sociales como parte de su gestión social. Se encuentra en Facebook, Twitter, Instagram y Youtube, siendo el primer club de España en llegar «a un acuerdo con Youtube».

### Fundación

Logo de la Fundación Fútbol Club Barcelona, entidad creada por el club.

La Fundación Fútbol Club Barcelona es la entidad social, humanitaria, cultural y deportiva creada en 1994 con el objetivo de promover y brindar apoyo a todas aquellas entidades de carácter humanitario. También se enfoca en comunidades infantiles y adultas que se consideran vulnerables.
Inicialmente las actividades y obras realizadas por la fundación se materializaban mediante las donaciones por parte de socios, simpatizantes y entidades empresariales del país que eran integradas por miembros de honor, colaboradores y miembros protectores. En 2006 la Fundación tomó un nuevo impulso al recibir desde ese año, un 0,7 % de los beneficios ordinarios del club (2,2 millones de euros en 2008). Asimismo, se adhirió al plan de Objetivos de Desarrollo del Milenio de las Naciones Unidas e incorporó por primera vez publicidad de la UNICEF en la camiseta del equipo de balompié.
Como parte de su gestión social, la fundación ha colaborado con otras entidades gubernamentales y sociales para fomentar la educación infantil, el deporte, la cultura y la salud. Entre sus principales aliados se encuentra la UNICEF, UNESCO, el Alto Comisionado de las Naciones Unidas para los Refugiados (ACNUR), el Consejo Económico y Social de las Naciones Unidas (ECOSOC), entre otros.

### Masa social
Una de las principales características distintivas del F. C. Barcelona es su naturaleza jurídica: es uno de los cuatro únicos clubes profesionales de España (junto a Real Madrid, Athletic Club y CA Osasuna) que no es una sociedad anónima deportiva (SAD), conservando desde sus orígenes su carácter de asociación deportiva sin ánimo de lucro, cuya propiedad recae en sus socios. En este sentido, el órgano supremo de gobierno de la entidad es la Asamblea y los socios eligen al presidente por sufragio universal directo.
En junio de 2022 el F. C. Barcelona registraba alrededor de 143 000 socios, una cifra que le sitúa como el décimo club de fútbol con más asociados del mundo. Así mismo, es el club español con más abonados: 83.116 en septiembre de 2019, por delante de los aproximadamente 61 000 del Real Madrid.
En la temporada 2010-11, el club logró ingresos cercanos a los 51 millones de euros por conceptos de socios y abonados.
La afición por el club ha llegado al punto que una pareja belga le ha puesto el nombre de Barça como nombre de pila a su primer hijo, que además han hecho socio del club, el 19 de julio de 2010 vía Internet con el número 185.508. Se trata de Barça Beeckman, nacido el 26 de abril de 2010 en Sint-Truiden, ciudad de Bélgica. Según la web del F. C. Barcelona, Barça Beeckman es el primer socio que se llama como el equipo y no tienen constancia que nadie más en el mundo se llame así.
Actualmente, según un estudio alemán, el Barcelona es el club con más seguidores en Europa.

### Peñas
El F. C. Barcelona es uno de los clubes con mayor actividad peñística del mundo. A fecha de julio de 2014 el club contaba con 152 004 peñistas en 267 peñas oficiales, repartidas por los cinco continentes.
Las primeras agrupaciones de hinchas barcelonistas se registraron en los años 1920 y 1930. Al no figurar en ningún registro, no existe constancia de cual fue la primera de estas peñas, si bien los historiadores suelen apuntar como tal a la Penya Esquerra, creada en 1923 en el Izquierda Bar, de la calle Aribau de Barcelona. La Mosca, All-i-oli, Colón, La Escombra, Continental o el Casal Barcelonista son otras de las peñas pioneras, junto con la Peña Sagi-Barba y la Peña Els Tres (homenaje a Piera, Sastre y Samitier), que son las primeras dedicadas a jugadores barcelonistas. Todas ellas desaparecieron durante la guerra civil española.
La primera peña del F. C. Barcelona legalmente constituida llevaba el nombre del bar Solera, donde fue creada en 1944 bajo el impulso del exjugador José Samitier, junto con los entonces jóvenes Antoni Ramallets, Mariano Martín, César Rodríguez y Gustavo Biosca, que posteriormente defenderían la camiseta del primer equipo azulgrana. La Peña Solera adquirió su impulso definitivo poco después, con la llegada de Nicolau Casaus, quien abrió varias delegaciones de la misma en otras localidades catalanas. En 1972, bajo la presidencia de Agustí Montal i Costa, tuvo lugar la primera Trobada Mundial de Penyes Barcelonistes, un encuentro que se ha celebrado anualmente desde 1977. En ese momento, el número de peñas rondaba las 150, cifra que sufrió un crecimiento exponencial durante los años 1980, superando el millar a finales de la década de 1990.

## Publicidad y mercadotecnia
Las cinco mejores campañas de publicidad del club:
- 2005. Recuerda mi nombre
- 2010. El trabajo bien hecho
- 2010. Escribe el futuro
- 2011. Que tenim
- 2012. Inimitables

## Rivalidades
El F. C. Barcelona mantiene una fuerte rivalidad balompédica con el Real Club Deportivo Espanyol, equipo de la ciudad de Barcelona. El derbi barcelonés es el nombre que describe los partidos entre ambos clubes, los más representativos de la ciudad. Se han enfrentado en 217 ocasiones, contando dos partidos europeos disputados en la Copa de Ferias, con un balance de 127 partidos ganados por el Barcelona, frente a 44 del Español. Xavi Hernández es el futbolista con más partidos disputados, con un total de 32, mientras que el argentino Lionel Messi es el máximo anotador, con 25 goles.
La rivalidad nació en parte por los continuos enfrentamientos de antaño que, entre otras cosas, eran aguerridos y contaban con buenos jugadores. Otro de los hechos es porque fueron pioneros del fútbol en Barcelona, los más representativos, a esto también hay que agregar que históricamente se consolidaron como los dos mejores equipos en las competiciones organizadas por la Federación Catalana de Fútbol.
El equipo culé también disputa el denominado clásico del fútbol español frente al Real Madrid Club de Fútbol, unos de los partidos más importantes y trascendentes del mundo. La audiencia supera los 500 millones de espectadores y se acreditan más de 750 periodistas; a menudo, es conocido por la prensa especializada como el Partido del siglo. En el balance general los barcelonistas han ganado 102 partidos frente a los 97 de los madrileños, de un total de 259 encuentros oficiales. El primer duelo oficial se dio en la eliminatoria de la Copa del Rey de 1916, con un resultado favorable para los barcelonistas por 2-1, mientras que el partido de vuelta fue favorable a los madrileños por 4-1. La popularidad e importancia también radica en la cantidad de trofeos ganados y la calidad de jugadores de ambos clubes. A nivel nacional destacan otros equipos como el Athletic Club y Club Atlético de Madrid. Barcelona y Athletic son los dos clubes más laureados de la Copa del Rey y han disputado siete finales, con un balance de cinco victorias y dos derrotas para los azulgranas.
A nivel internacional destacan sus enfrentamientos con la Associazione Calcio Milan italiana, al ser el rival internacional a quien más se ha enfrentado con 19 encuentros, o el Manchester United, rival en dos finales de Champions League. Adicionalmente, también tuvo intensos enfrentamientos con el Chelsea Football Club, y París Saint-Germain Football Club, y por recientes disputas deportivas ante el Bayern de Múnich. Ya con tintes casi desaparecidos en la historia reciente se dan con el Celtic Football Club.

## Anexos
| Entidades relacionadas | Datos estadísticos y trayectoria | Historia y hechos relevantes | Infraestructuras |
| --- | --- | --- | --- |
| - Fútbol Club Barcelona atlètic - Fútbol Club Barcelona "C" - Fútbol Club Barcelona Juvenil - Fútbol Club Barcelona (femenino) - Fútbol Club Barcelona "B" (femenino) - Fútbol Club Barcelona (baloncesto) - Fútbol Club Barcelona (balonmano) - Fútbol Club Barcelona (hockey sobre patines) - Fútbol Club Barcelona (fútbol sala) - Fútbol Club Barcelona (atletismo) - Fútbol Club Barcelona (rugby) - Fútbol Club Barcelona (hockey sobre hielo) - Fútbol Club Barcelona (hockey hierba) - Fútbol Club Barcelona (patinaje) - Fútbol Club Barcelona (voleibol) - Barcelona Dragons - Club Béisbol Barcelona - Club Deportivo Condal - Club Esportiu Universitari Basquet - Unió Esportiva de Sant Feliu de Llobregat-F. C. Barcelona - Club Voleibol Barcelona - Fútbol Club Barcelona (ciclismo) - CBF Universitari de Barcelona - Boixos Nois | - Estadísticas del F. C. Barcelona - Temporadas del F. C. Barcelona - Historial de partidos nacionales - Historial de partidos internacionales - Historial de partidos de Copa de Europa - Goles del Barcelona en Copa de Europa - Fútbol Club Barcelona en el fútbol europeo - Máximos goleadores del F. C. Barcelona - Goles del Barcelona en la Copa de la Liga - Palmarés del Fútbol Club Barcelona - Fichajes más caros del F. C. Barcelona - Historial de partidos de liga del Barcelona - Jugadores con más encuentros disputados | - Historia del Fútbol Club Barcelona - Secciones deportivas del F. C. Barcelona - Futbolistas del F. C. Barcelona - Entrenadores del F. C. Barcelona - Presidentes del F. C. Barcelona - Himno del Fútbol Club Barcelona - Avi del Barça - Més que un club - Barça Camp Nou - Elefant Blau - Llaudetazo - Agrupación de veteranos del F. C. Barcelona | - Velódromo de la Bonanova - Campo de Las Corts - Campo de la calle Industria - Camp Nou - Museo del Fútbol Club Barcelona - Espai Barça - Palau Blaugrana - FCBotiga - Palau de Gel - La Masía - Ciudad Deportiva Joan Gamper - Mini Estadi |

## Filmografía
- Jordi Feliú, Barça, 75 años de historia del Fútbol Club Barcelona, 1974.
- Históricos del balompié: FC Barcelona.